# Ford Shelby
El Ford Shelby es un automóvil deportivo muscle car y pony car como variante de alto desempeño del Ford Mustang, producido por el fabricante estadounidense Shelby American de 1965 a 1968; y de 1969 a 1970 por Ford.
Después de la introducción del Mustang de quinta generación en 2005, la placa de identificación de Shelby fue revivida como un nuevo modelo de alto rendimiento, esta vez diseñado y construido por Ford.

## Primera generación (1965-1971)

### Shelby G.T.350

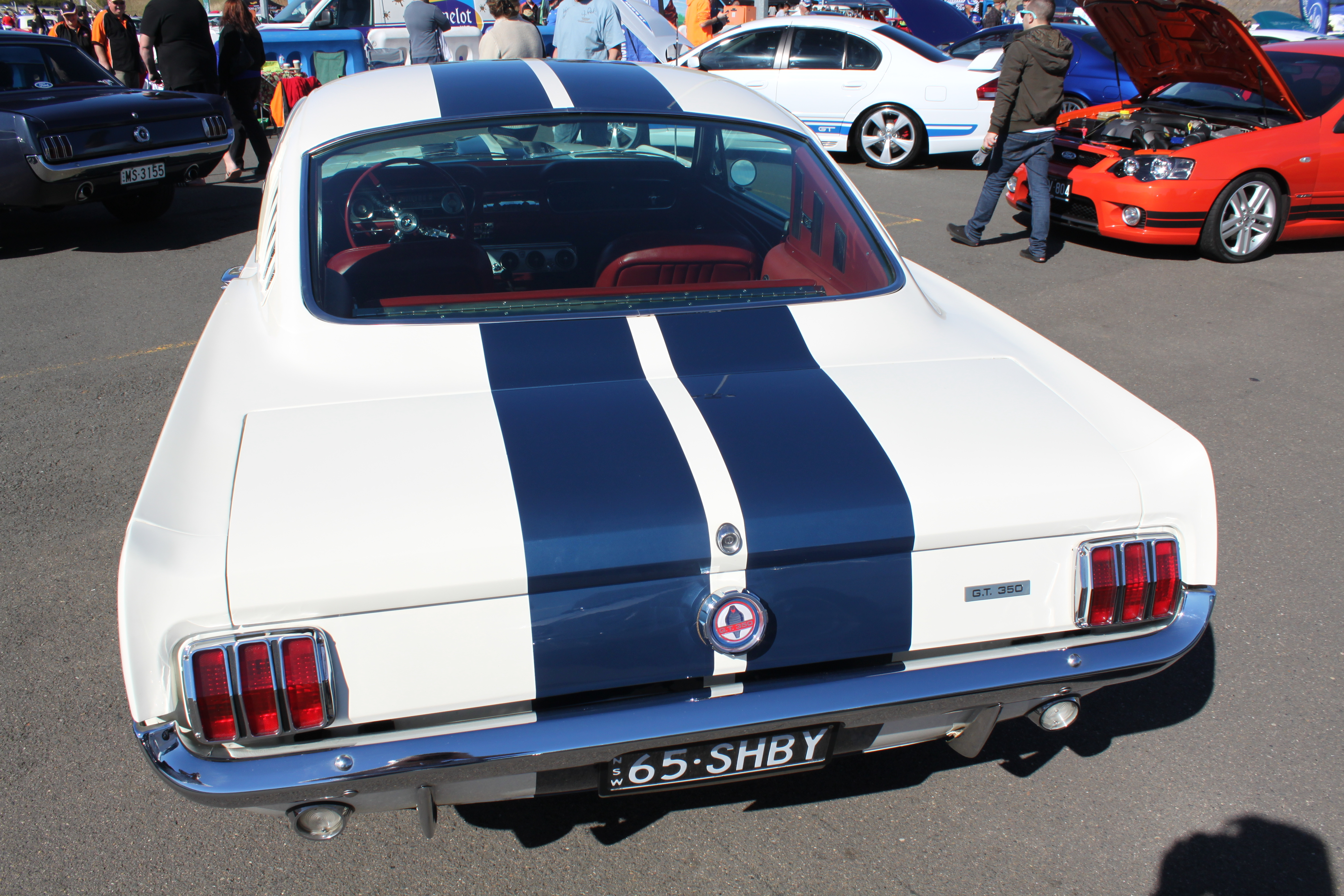
Vista trasera

Los automóviles de 1965-1966 fueron los más pequeños y ligeros de los modelos GT 350. Estos a menudo se llamaban "Cobra", que fue el coche deportivo de dos asientos AC Cobra también producido por Shelby American durante el mismo período. Ambos modelos usaban el emblema Cobra, un esquema de pintura similar y la cubierta opcional de la válvula "Cobra" en muchos GT350, que formaban parte de un vínculo comercial de Shelby, así como uno de sus símbolos icónicos. Todos los coches de 1965-66 presentaron el bloque K-Code de 289 plg³ (4,7 litros) y 271 HP (275 CV; 202 kW), modificado para producir 306 HP (310 CV; 228 kW). La literatura de mercadotecnia se refería a este motor como el "Cobra hi-riser" debido a su elevado colector de admisión. Comenzando como un Mustang común con un cambio manual de cuatro velocidades y un eje trasero de 9 pulgadas (22,9 cm), los coches fueron enviados a Shelby American, donde recibieron los colectores de alta resistencia, los cabezales Tri-Y y recibieron mayores frenos de tambor traseros del Ford Galaxie con forros metálicos y frenos de disco delanteros Kelsey-Hayes.
El G.T. 350 de 1965 no fue construido para la comodidad o la facilidad de conducción. Hubo 34 coches de carreras "G.T. 350R" diseñados específicamente para uso en competencias bajo las reglas de SCCA y el modelo fue el campeón de B-Production durante tres años consecutivos. El G.T. 350 de 1966 mostraba más comodidad a los conductores ocasionales que incluían asientos traseros, colores opcionales y una transmisión automática opcional. Esta tendencia de las características adicionales continuó en los años siguientes, con los automóviles cada vez más grandes, más pesados y más cómodos, al tiempo que perdían gran parte de su competitividad en el proceso. El G.T. 350S y 500S de 1969, fueron en gran parte modificaciones de estilo a un Mustang común. En 1969, Carroll Shelby ya no estaba involucrado en el programa Shelby GT y el diseño fue hecho internamente por Ford.
El 1965 y 1966, los G.T. 350S fueron entregados en la planta de montaje de San José de Ford en forma cuerpo en blanco para su modificación por la operación de Carroll Shelby, El único año en que los Shelby Mustang de la década de 1960 provino de otra planta fue 1968, donde vinieron de Nueva Jersey, "T" en el VIN y fueron modificados por A.O. Herrero.

### 1965-1966

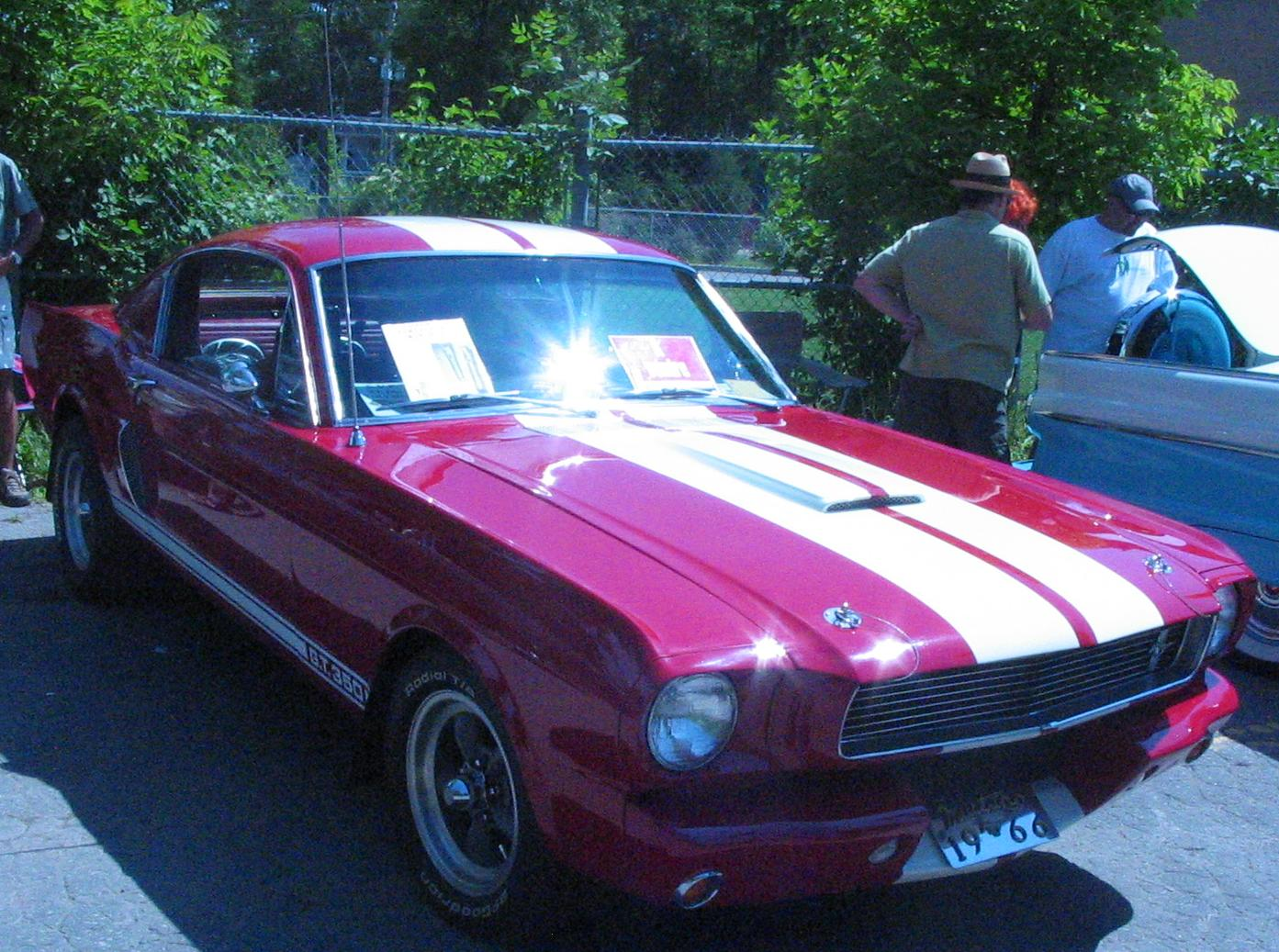
Shelby GT350 de 1966 en Auto Classique Laval de 2011

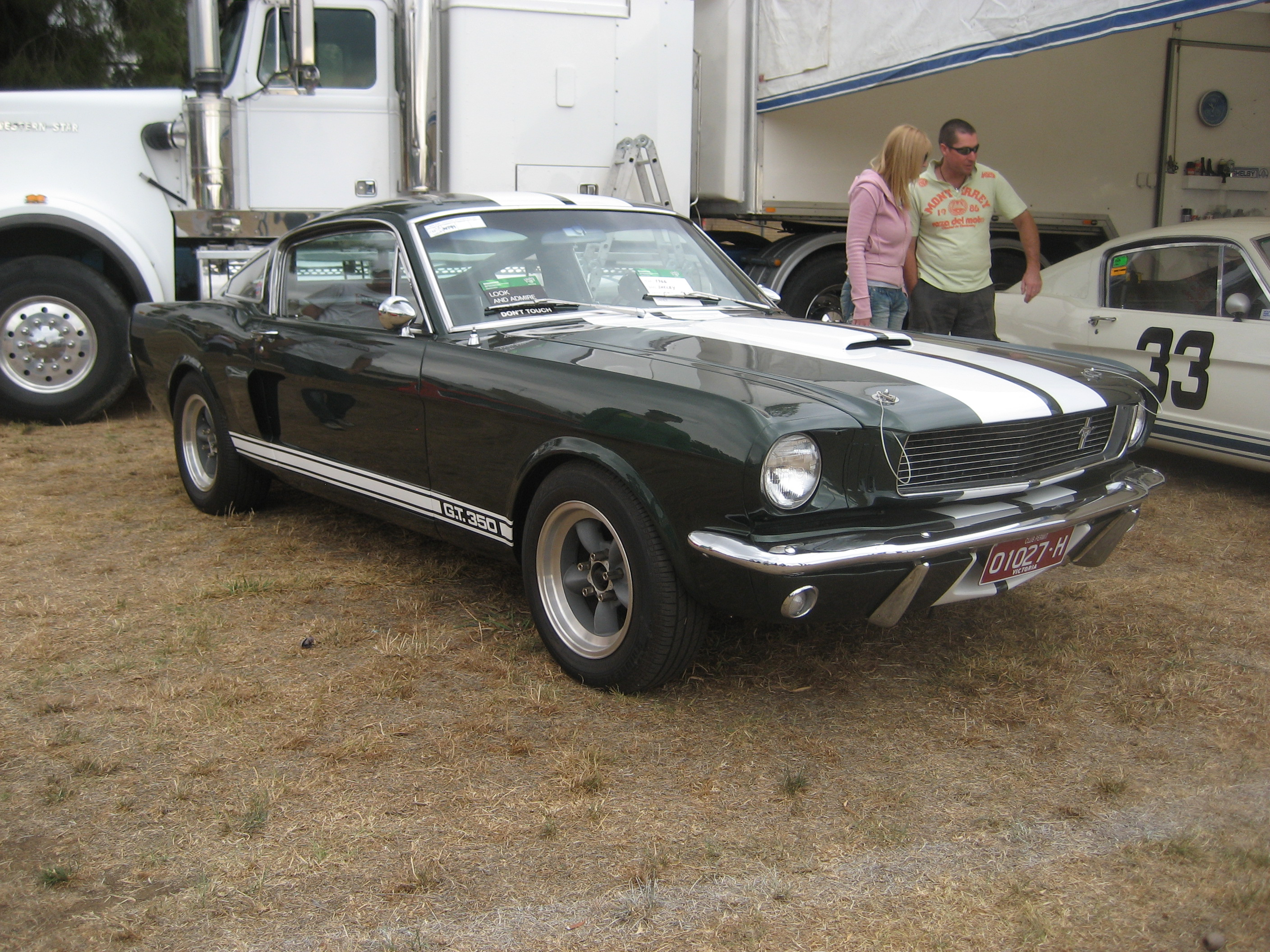
Shelby GT350 de 1966

Todos los G.T. 350 de 1965 fueron pintados en Wimbledon White (blanco) con rayas azules de Guardsman Blue (azul). Muy pocos GT350 fueron entregados al concesionario con las rayas superiores opcionales "Le Mans", que corren a lo largo de todo el automóvil. Aproximadamente el 28% de los 562 automóviles de 1965 construidos tenían rayas Le Mans. Los distribuidores a menudo agregaban las rayas, probablemente a pedido del cliente. Hoy en día es difícil encontrar un GT 350 no equipado.
Muchos automóviles ERT de 1965 tenían la batería reubicada en el maletero, que se cambió a mitad de año por las quejas de gases y presentaba barras de tracción sobre-jinete, brazos A reubicados, así como otras modificaciones. Las barras de tracción del over-rider se llaman así porque su diseño está en la parte superior del resorte de la hoja en lugar de debajo de ellas. Solamente había una transmisión disponible: un manual Borg-Warner T-10 de cuatro velocidades. El sistema de escape del G.T. 350 de 1965 era un de doble salida lateral con silenciadores de paquete de vidrio. Por este año, el G.T. 350 también presentaba neumáticos especiales "Blue Dot" Goodyear de 130 mph (209 km/h), con el nombre del prominente punto azul en cada costado. El G.T. 350 de 1965 tenía un neumático de repuesto de tamaño completo montado en lugar de los asientos traseros, lo que lo convierte en un vehículo de dos asientos que se le permite competir bajo las regulaciones SCCA como un "auto deportivo" y montó ruedas de acero plateado o centro especial de magnesio fundido "Cragar Shelby", rines de 15 pulgadas (38,1 cm) con tapas centrales cromadas marcadas con un "CS" estilizado. La producción total del modelo 1965 fue de 562 unidades.
Para 1966, el GT 350 perdió su etiqueta Mustang y se comercializó simplemente como el Shelby GT 350. El nuevo año modelo también vio la introducción de colores no blancos, incluidos azul, rojo, verde y negro. Otros cambios incluyeron ventanas de panel de cuarto trasero especiales que reemplazaron las rejillas de ventilación del extractor de la fábrica, cucharas de freno funcionales a cada lado y opcionalmente un cambio automático SelectShift de tres velocidades, así como un sobrealimentador Paxton opcional. La batería ya no se trasladó al maletero para 1966 y las barras de tracción del over-jinete fueron descontinuadas. El asiento trasero abatible de fábrica era opcional. Mientras que a principios de 1965 los automóviles tenían bloques de motor negros, los automóviles de 1966 y posteriores tenían sus motores pintados con la habitual Ford de fábrica de color azul oscuro. Los modelos de 1966 vienen con un doble escape que sale por detrás.
Los primeros 252 GT 350S para 1966 comenzaron como Fastback Mustang K-Code de 1965. Estos coches fueron ordenados específicamente por Shelby American para su conversión en 1966 GT 350s. Tras la entrega a Shelby-American, los automóviles fueron seleccionados al azar para su conversión. Los VIN de Shelby no corresponden en orden numérico con los VIN de Ford. Los VIN de Ford se enviaron en 'bloques', pero muchos difieren significativamente debido al orden en que se tomaron para las conversiones.
La producción total de 1966 fue de 1373 fastback, incluidos dos prototipos y cuatro coches de arrastre, y los 252 modelos de producción temprana con carrocerías Ford Mustang 1965. Con el fin de ayudar a las ventas de Shelby, Ford, el principal accionista de Hertz, persuadió al gigante del automóvil de alquiler de comprar 1003 fastback, incluidos dos prototipos. Cuatro "experimentales" G.T. 350 descapotables también fueron construidos para propósitos de prueba en anticipación de un descapotable 1967-1 / 2 ofreciendo una producción total de 2378 unidades para 1966. Un pequeño número de los modelos de 1966 fueron equipados de fábrica con un sobrealimentador Paxton, pero no con el No-Spin diferencial de deslizamiento limitado; con un precio de opción de US$670 (equivalente a $6292 en 2023), el motor fue calibrado en 440 HP (446 CV; 328 kW).

### 1967 Shelby G.T. 350 / G.T. 500

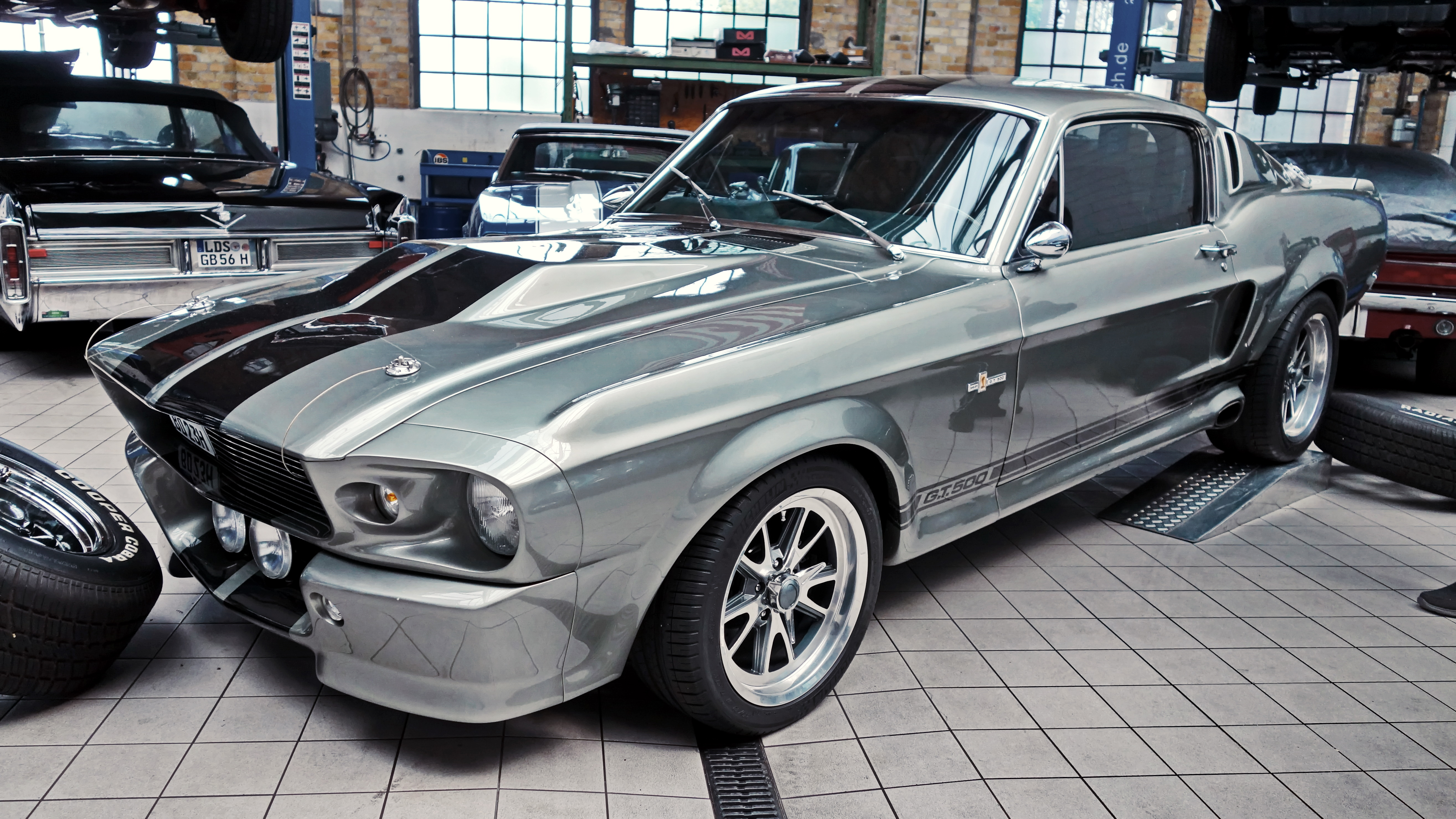
Shelby GT500 "Eleanor", usado en la película 60 segundos

Para 1967, el G.T. 350 cargó el K-Code de 289 plg³ (4,7 litros) de alto rendimiento 'COBRA' con aluminio hilvanado. El G.T. 500 fue agregado a la alineación, equipado con un motor V8 "Ford Cobra Serie FE" de 428 plg³ (7 litros), con dos carburadores de cuatro gargantas Holley de 600 pies cúbicos por minuto (17,0 m³/min), sentado sobre un colector de admisión de aluminio de media altura.
Los planes documentados para introducir un año de producción media de un descapotable se archivaron debido a problemas de suministro, producción y financieros que sucedieron tan pronto como los primeros autos comenzaron a llegar a las instalaciones de Shelby en Los Ángeles en septiembre. En octubre de 1966, Ford tomó el control de la ingeniería y la compra. A.O. Smith fue golpeado para reparar el accesorio de fibra de vidrio. y problemas de calidad. Seis meses después, en mayo de 1967, se tomó la decisión de terminar la operación de Shelby, con sede en California. El 18 de agosto de 1967, un pequeño personal, junto con los restantes coches de ingeniería, fue enviado a Ionia (Míchigan). El pequeño personal de la recién formada Shelby Automotive, Inc. tuvo sustancialmente menos participación después de este tiempo.
Coches notables para 1967 incluían:
- 0100, el primer G.T. 500 construido.
- 0131, el único Shelby G.T. coupé built ("Little Red"), que fue el precursor del California Special de 1968.
- 0139, el único.[15] Nota: los automóviles 0100, 0131 y 0139 fueron el primer gran bloque Shelby G.T. Coches ordenados y construidos.
- Un Fastback 1967 se actualizó con un G.T. 500 equipado con un motor de carreras 427 FE GT40 produciendo 650 HP (659 CV; 485 kW) y fue conocido como el "Super Snake".[16] El auto era capaz de velocidades superiores a 150 mph (241 km/h), alcanzando 170 mph (274 km/h) durante una demostración (por Shelby mismo) de los neumáticos Goodyear's Thunderbolt.[17] No se construyeron automóviles aparte del prototipo debido a un interés limitado. El auto se vendió en la subasta de Mecum en Indianápolis en 2013 por US$1 300 000 (equivalente a $1 700 400 en 2023).[16]

Para 1968, el nombre Cobra se aplicó a ambos modelos y se comercializaban como el "Shelby Cobra GT 350" y el "Shelby Cobra GT 500". El motor K del código de levantador sólido fue descontinuado por Ford, por lo que Shelby usó el levantador hidráulico de 302 plg³ (4,9 litros) con 230 HP (233 CV; 172 kW). Producía 250 HP (253 CV; 186 kW) con la entrada de gran altura, pero no estaba equipado con cabezales Shelby para dar cabida a la dirección asistida. El Shelby GT500 de principios de 1968, usó e instaló el interceptor policial de 428 plg³ (7 litros) con un carburador de cuatro gargantas nominal de 360 HP (365 CV; 268 kW).

### 1967 Shelby G.T.350 y 1968 Cobra G.T.350

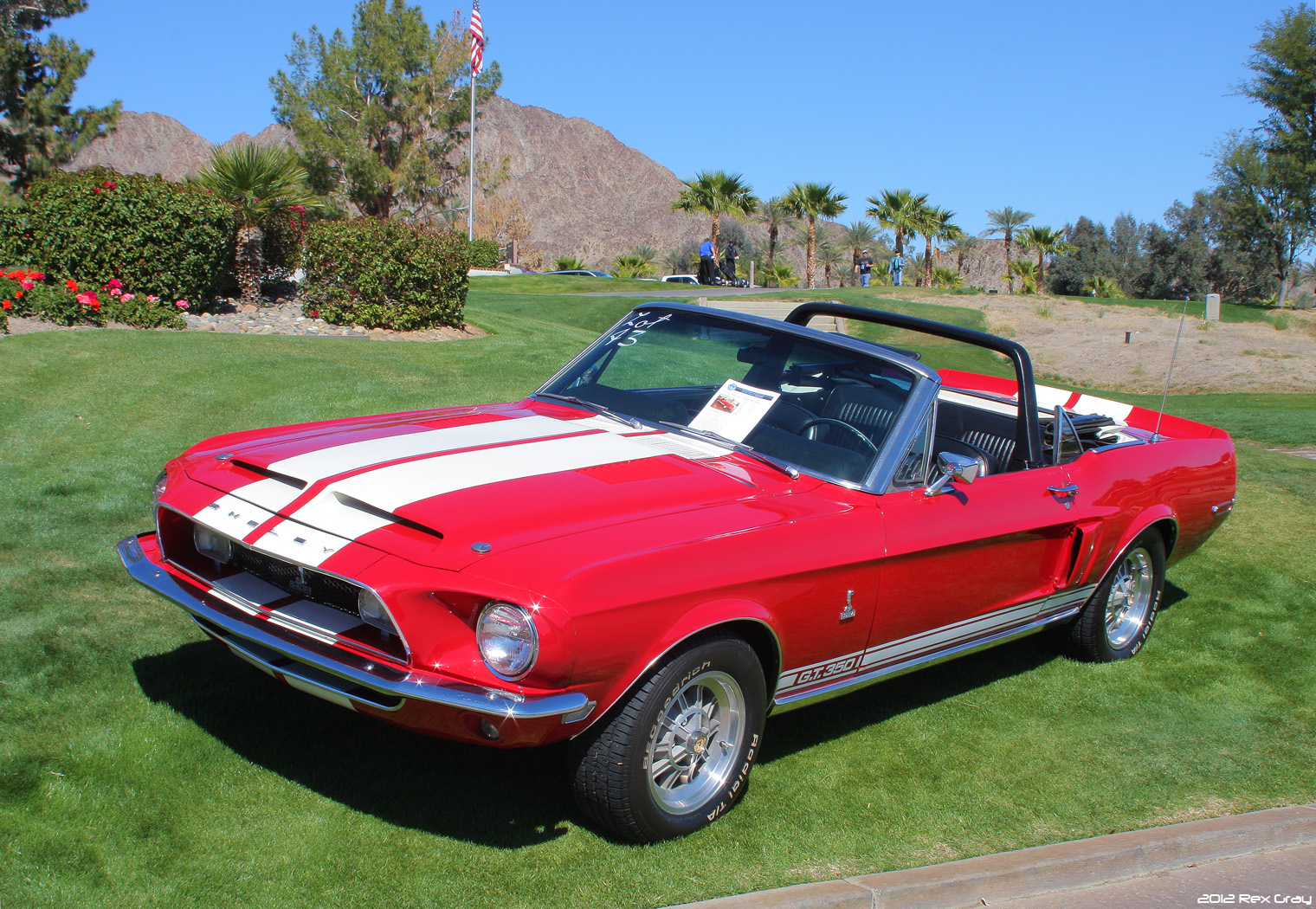
G.T.350R descapotable de 1968

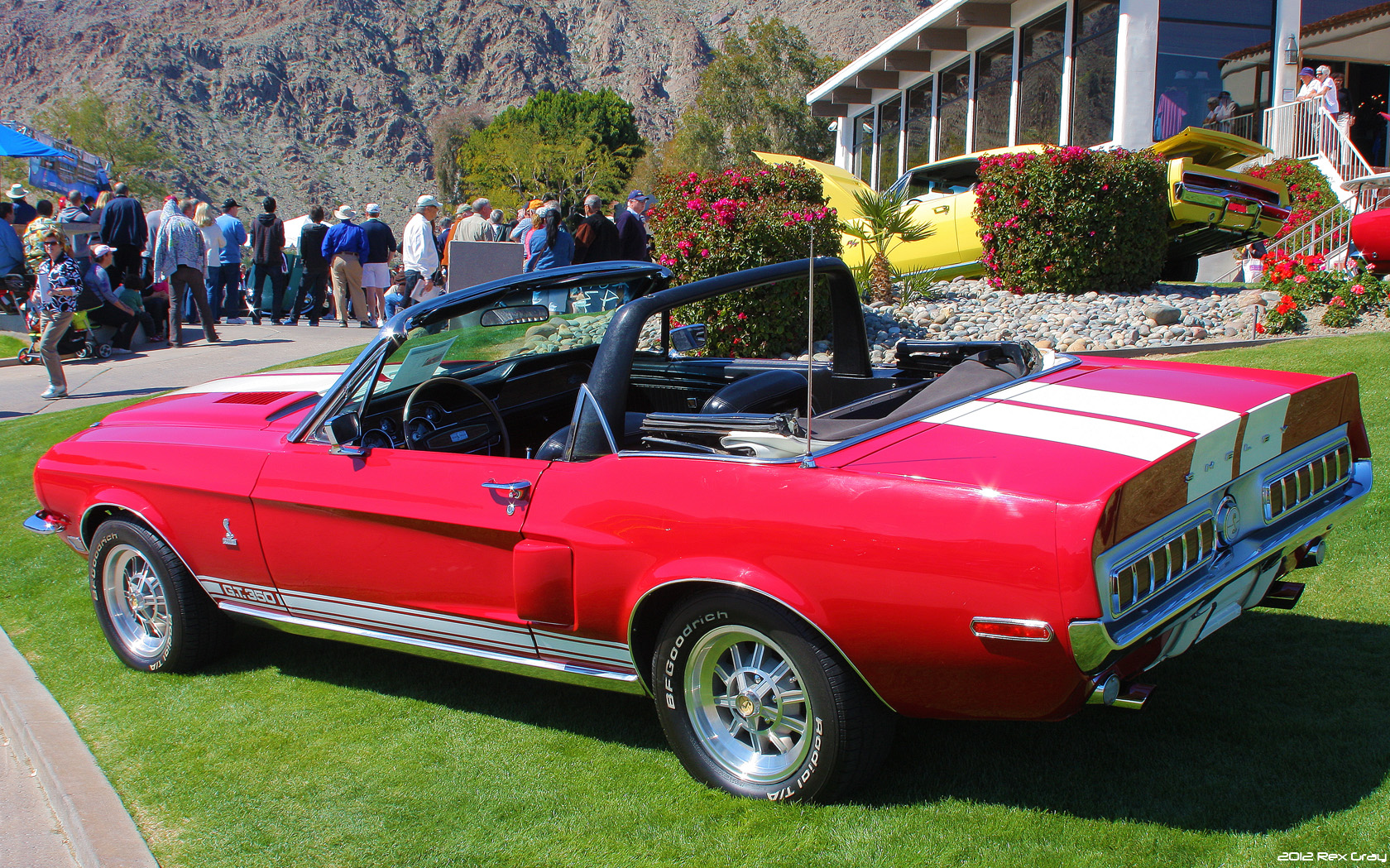
Vista trasera de un descapotable de 1968

El rediseño de 1967 fue hecho para un Mustang más pesado, junto con una capucha de fibra de vidrio más larga y nuevos frontales delanteros y traseros. Todavía se puede ver el diseño de la versión original de 1965, pero estas mejoras de estilo dieron al automóvil una apariencia más agresiva y lograron el objetivo de Carroll Shelby de diferenciar su automóvil del Mustang en el que se basaba.
Los faros de luz de carretera separados en la parrilla añadieron más carácter, mientras que un parachoques delantero cromado fino se sentó debajo de una rejilla de malla con el logotipo clásico "Shelby G.T.350" en su lugar, a excepción de los primeros automóviles. La pequeña pala del capó estaba allí para entregar aire fresco al motor. Shelby también incluyó nuevas luces traseras horizontales, provenientes de un Mercury Cougar 1967 en 1967 y un Ford Thunderbird 1968 en 1968 y un spoiler trasero tipo Kamm integrado. Las cucharas funcionales de enfriamiento del freno trasero adornaron los paneles del cuarto trasero.
Unas llantas de aluminio fundido de diez radios y 15 pulgadas (38,1 cm) fueron la elección de la rueda con radiales Goodyear de letras blancas.
El G.T.350 estaba disponible con aire acondicionado y un radio AM / FM. El volante era de diseño bordeado de madera y satinado, con el logotipo clásico de Shelby en el centro. Detrás había un conjunto de indicadores muy elegante. Un velocímetro de 140 mph (225 km/h) y un tacómetro de 8000 rpm se unieron con un reloj analógico más pequeño, nivel de combustible, temperatura del agua y medidores de presión de aceite.
El G.T.350 venía con un V8 con bloque de hierro de 289 plg³ (4,7 L) nominal a 306 HP (310 CV; 228 kW) y 329 lb·pie (446 N·m) de par máximo. Para un diseño de varilla de empuje, el G.T.350 revivió relativamente alto, con el pico de potencia no en pleno apogeo hasta la línea roja de 6000 rpm. 1967 fue mucho antes de que se produjera la inyección de combustible moderna y el automóvil usaba un carburador Holley sencillo de cuatro gargantas. El verdadero sistema de doble escape con sistema de cruce en forma de "H", viene de serie con Flowmaster y puntas de escape cromadas. La potencia se dirigió al suelo a través de una robusta transmisión manual de cuatro velocidades con un único embrague de disco seco. Una automática de tres velocidades estaba disponible como una opción. Las relaciones de extremo posterior fueron de 3,89 a 1 para el manual de cuatro velocidades y de 3,50 a 1 para el automático. La aceleración fue impresionante, con un tiempo de 0 a 60 mph (97 km/h) en alrededor de siete segundos y una velocidad máxima de 140 mph (225 km/h).
Las tareas de frenado se manejaron con discos de 11,3 pulgadas (28,7 cm) en la parte delantera y tambores en la parte trasera. La asistencia eléctrica fue estándar. La suspensión delantera consistía en brazos de control de longitud desigual, muelles helicoidales, brazos de tubo ajustables y una barra antivuelco. La parte de atrás era un eje vivo, con muelles semielípticos, semipesados y choques de tubo. La dirección era un diseño de bola de recirculación con asistencia hidráulica.

### 1967 Shelby G.T 500 y 1968 Cobra G.T 500

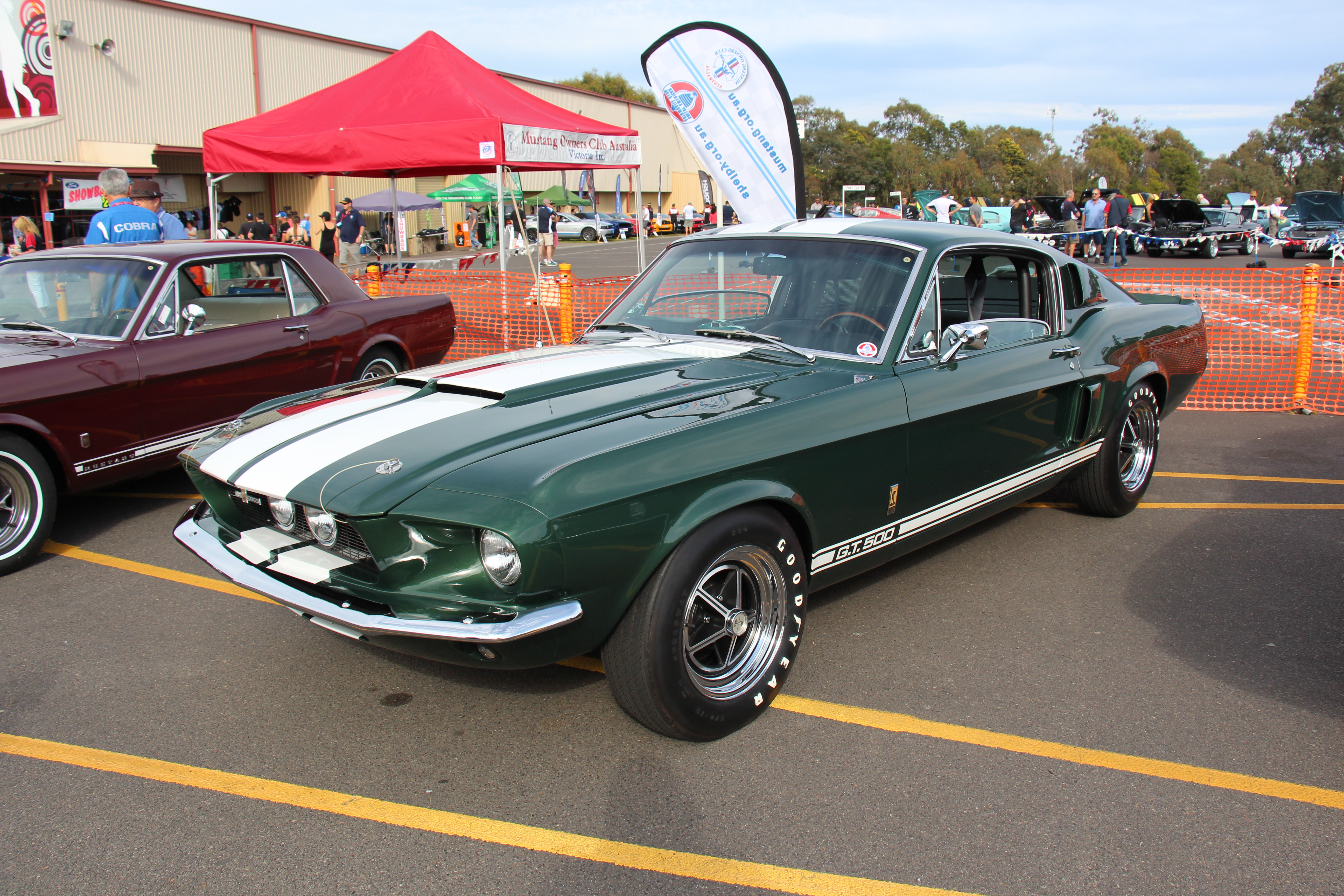
GT500 Fastback de 1967

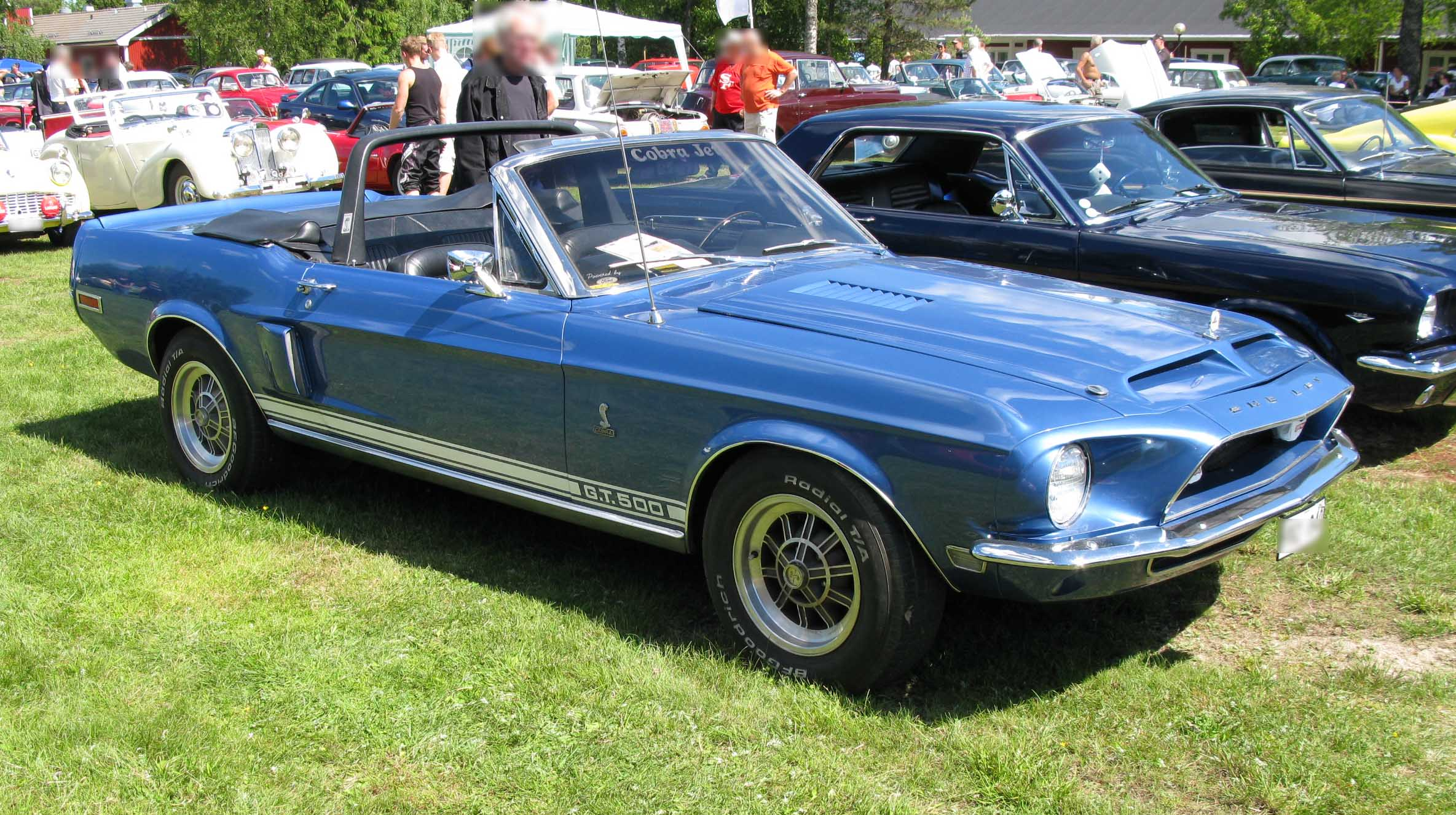
Descapotable de 1968

El 1967 Shelby GT500 fue el primer modelo construido en la gama Shelby GT500. Está basado en el Mustang Fastback de 1967 y está equipado con un V8 de 428 plg³ (7 L). Se produjeron 2,048 unidades en 1967. Varias partes de la carrocería fueron hechas de fibra de vidrio, incluyendo las tomas laterales y el capó.

##### 1968 G.T.500KR

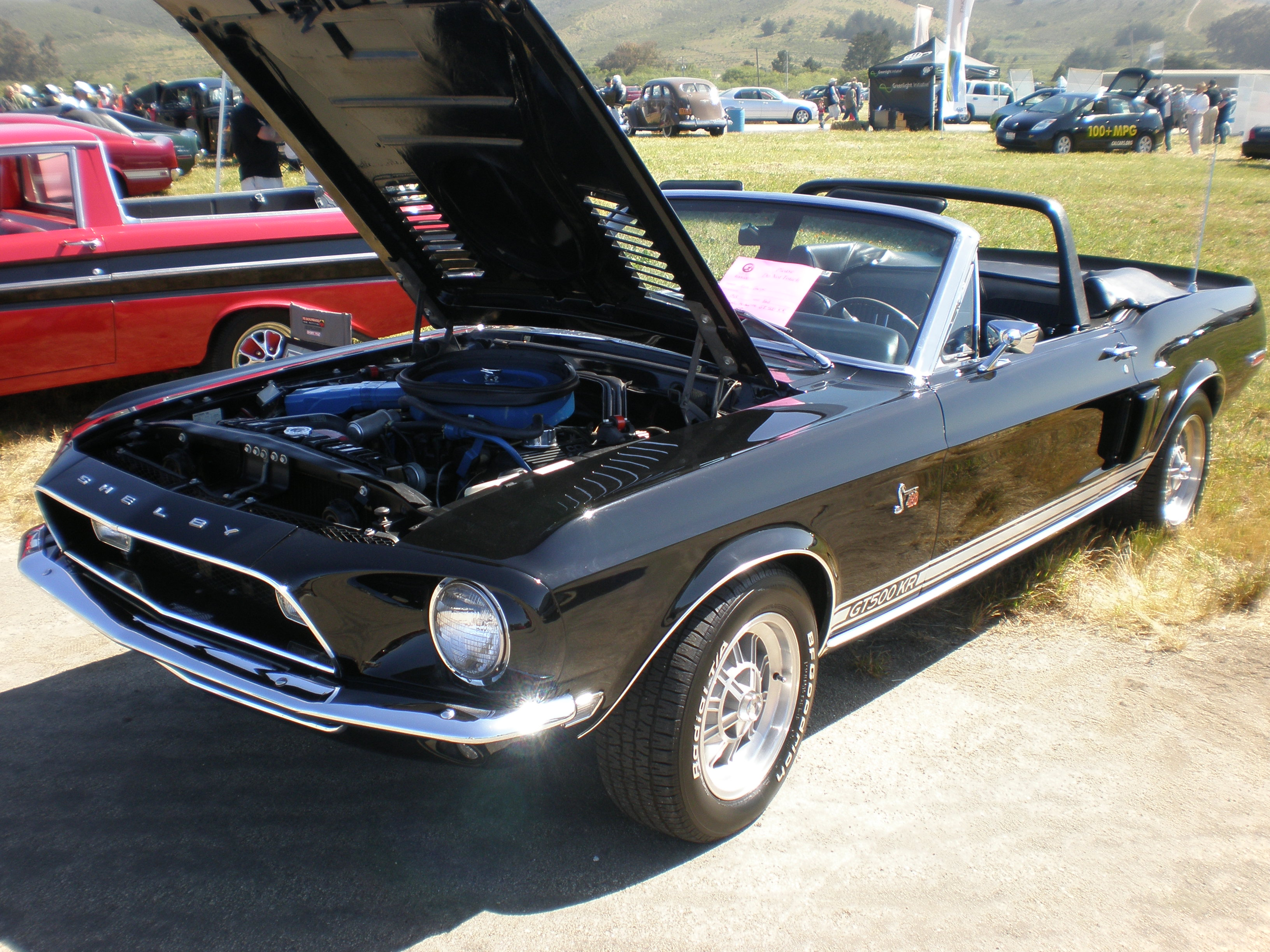
GT500KR descapotable de 1968

A partir de abril de 1968, Ford comenzó a instalar en fábrica una versión del motor 428 conocido como el "Cobra Jet". El G.T. 500 fue posteriormente conocido como The Cobra G.T. 500 KR. Las iniciales KR se referían a "King of the Road". Ford calificó el jet Cobra en 335 HP (340 CV; 250 kW), pero con 440 lb·pie (597 N·m) de par máximo a las 3400 rpm, la potencia fue considerada significativamente subnotificada. El motor KR de Shelby se quedó en stock, añadiendo tapas de válvulas de aluminio fundido con "Cobra Lemans" para notar la victoria de la familia de motores FE de Ford sobre Ferrari en Le Mans en 1966 y 1967.

### 1969–1970

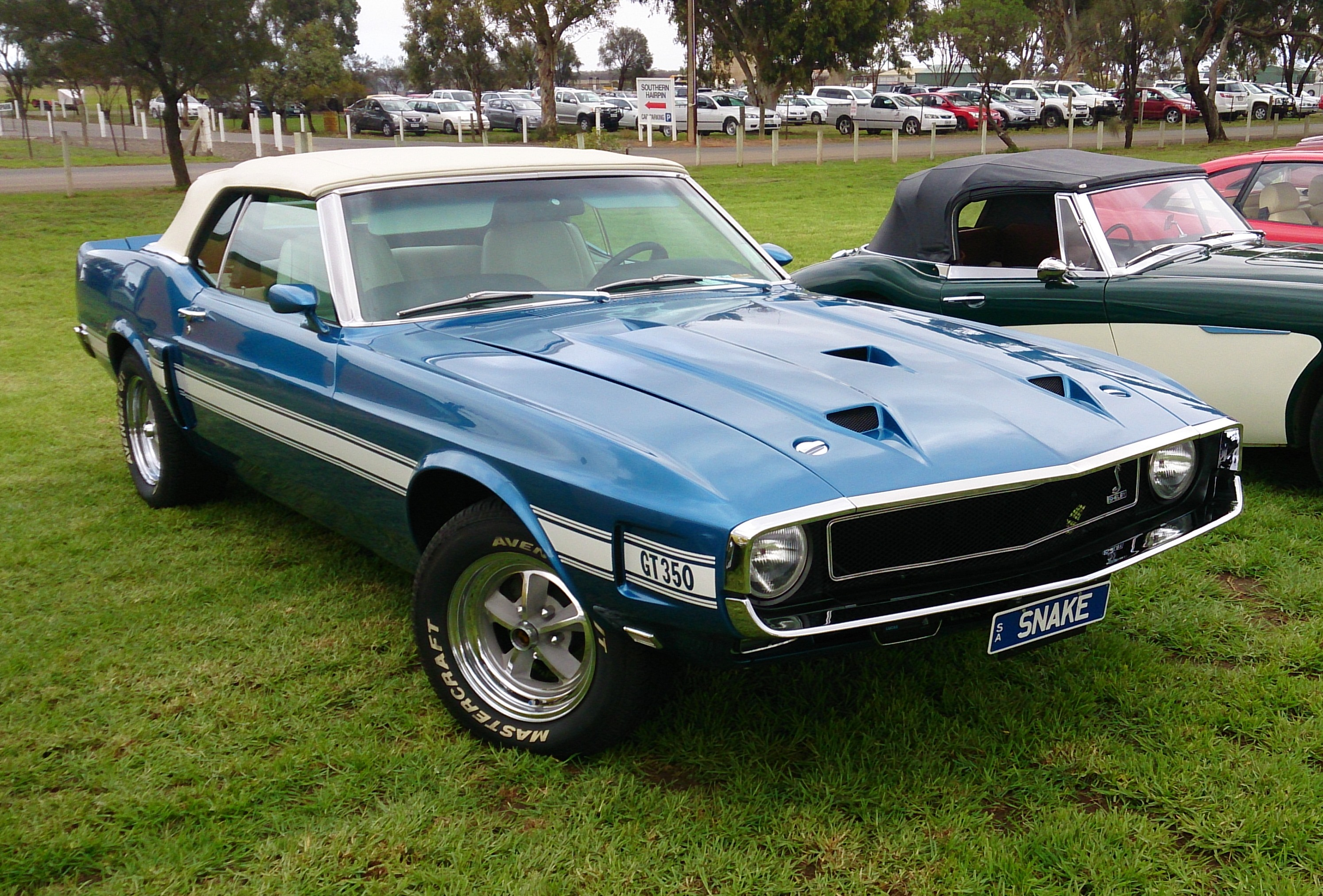
Shelby GT 350 descapotable de 1969

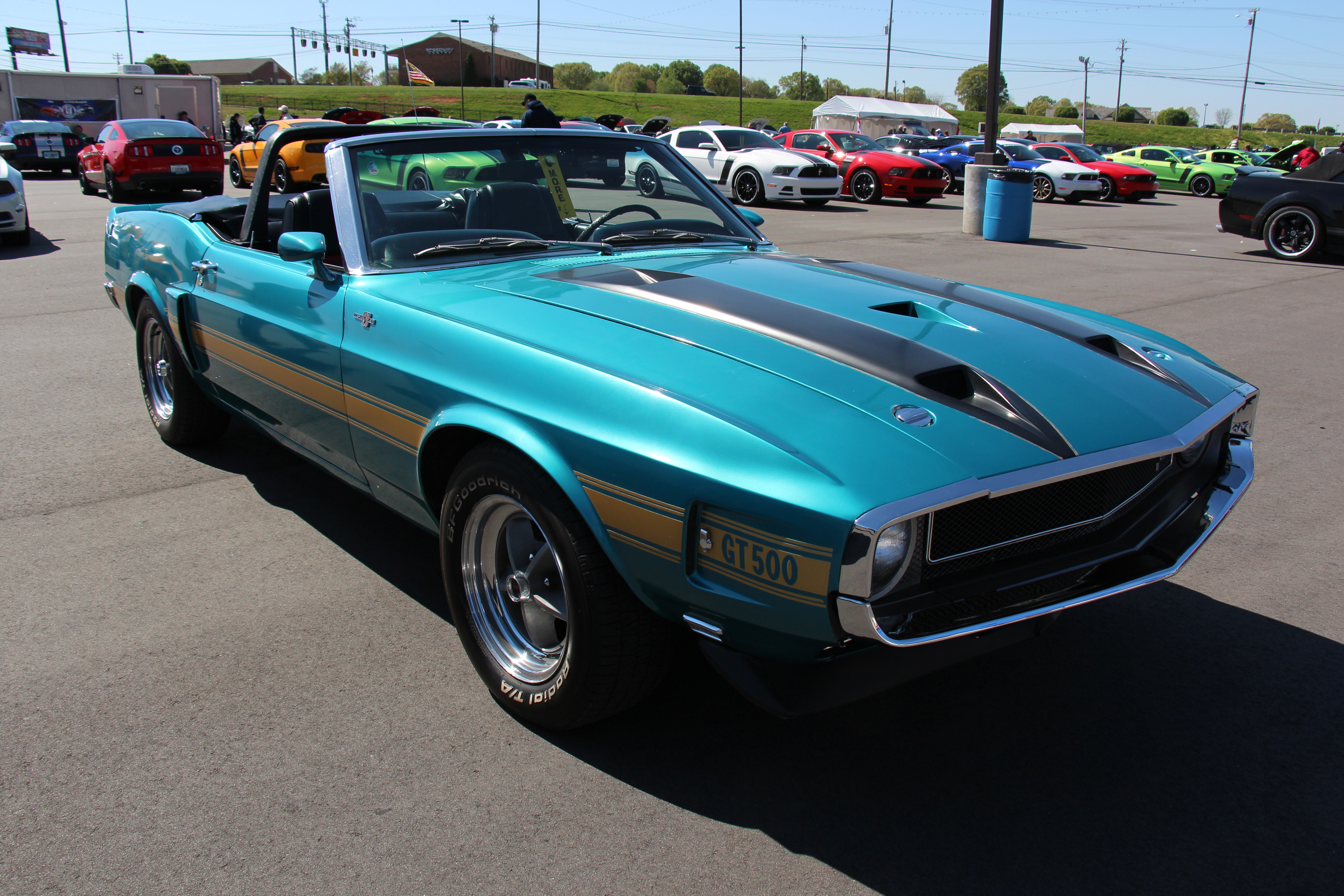
Shelby GT 350 descapotable de 1970

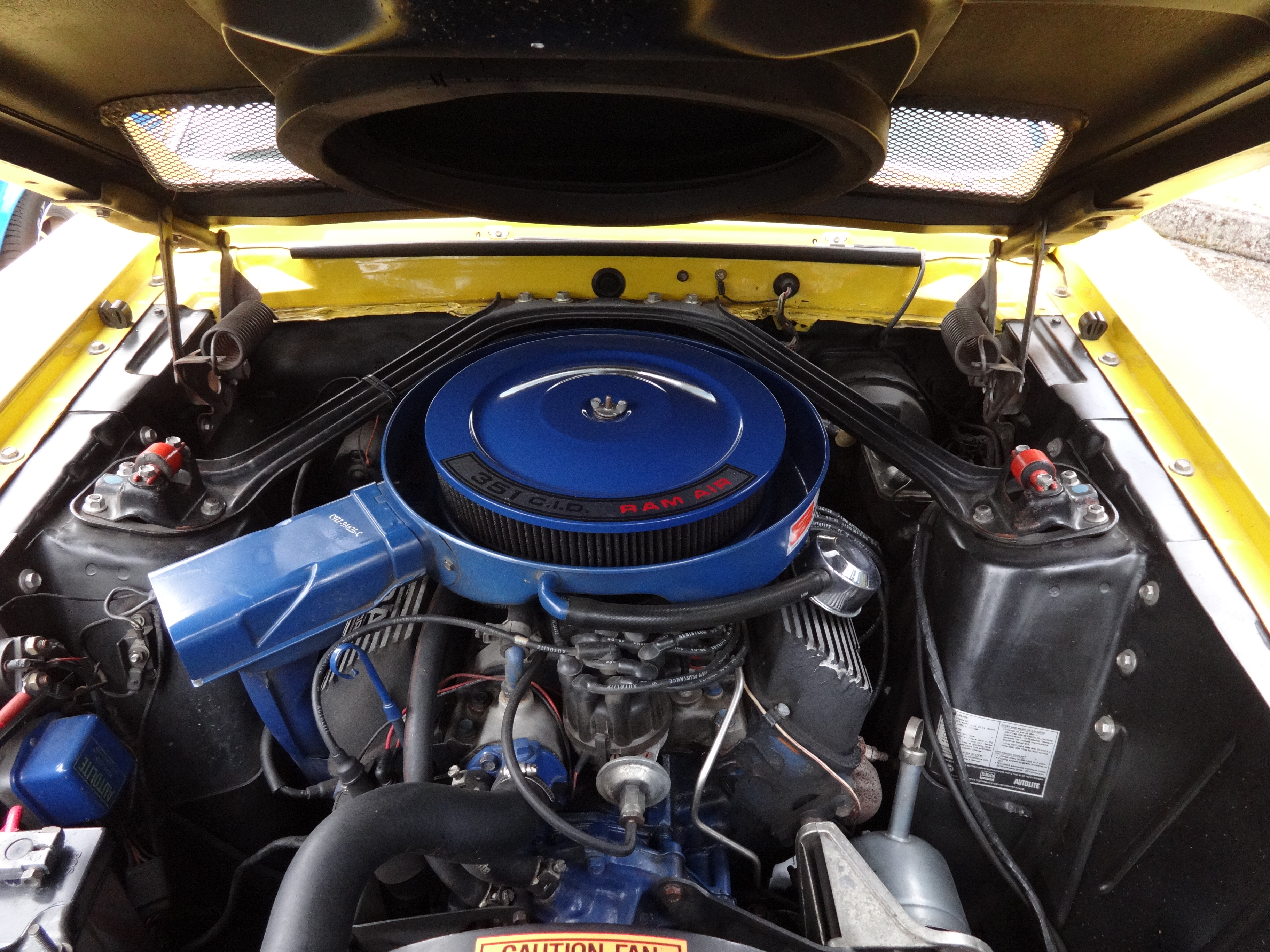
Motor V8 351 en un Shelby GT 350 de 1969

Los GT perdieron su etiqueta Cobra en 1969 y, una vez más, se comercializaron simplemente como Shelby GT 350 y Shelby GT 500. El GT 350 y GT 500 para el modelo 1969 recibieron un estiramiento facial extenso, con la carrocería aumentando de longitud en 4 pulgadas (10,2 cm), con algunos alcanzando 10 pulgadas (25,4 cm). Ford estuvo involucrado con las decisiones de diseño y estilo, con Shelby teniendo poco aporte. El GT 350 estaba equipado con un V8 de 351 plg³ (5,8 litros). Carroll Shelby rescindió su contrato con Ford en el verano de 1969.
No se realizó ninguna producción de 1970 Shelby GT 350 y 500 modelos; Sin embargo, los modelos sin vender de 1969 recibieron números de identificación de vehículos de 1970 bajo la supervisión del FBI. Los modelos de 1970 tenían dos cambios cosméticos, un alerón de la barbilla delantera y dos bandas de capucha negra. El resto de los cambios tenía que ver con las emisiones. GT500 tenía el carburador modificado y marcado "ed" (editado) en la etiqueta. El distribuidor GT500 también se cambió a la versión 1970. El GT350 hizo cambiar al distribuidor a una versión 1970.

### 1971 Shelby Europa
Aunque la producción de Shelby GTs en los Estados Unidos había cesado, un total de nueve Shelby Europa GT-350 y GT-500 Mustangs fueron producidos en 1971 bajo licencia por el distribuidor belga Claude Dubois para el mercado europeo. Se produjeron siete Fastback (Ford usó el término Sportsroof) y dos descapotables, de los cuales siete eran de código M y otro de código H de automóviles. Se produjo un Fastback 429SCJ J, aunque hoy se desconoce su paradero. 
Otros descapotables y un fastback fueron modificados a GT-500 con un V8 de 351 plg³ (5,8 L)-HO. Todos los Shelby Europa de 1971 se basaron en el Mustang de 1971, ninguno en el Mustang de 1972. Previamente se creía que se producían 14 automóviles, pero el número total de producción de nueve autos se confirmó en 2014 mediante la verificación cruzada de los archivos de Claude Dubois y los datos de producción de Ford Factory Mustang.

### Motorizaciones
| Variantes y años        | Código de motor     | Cilindrada       | Diámetro x carrera                  | Relación de compresión | Aspiración      | Potencia máxima                    | Par máximo                      |
| ----------------------- | ------------------- | ---------------- | ----------------------------------- | ---------------------- | --------------- | ---------------------------------- | ------------------------------- |
| GT350 1965              | Windsor             | 289 plg³ (4,7 L) | 4 x 2,87 plg (101,6 x 72,9 mm)      | 10.5:1                 | Natural         | 306 HP (310 CV; 228 kW) @ 6000 rpm | 329 lb·pie (446 N·m) @ 4200 rpm |
| GT350 1968              | Windsor             | 302 plg³ (4,9 L) | 4 x 3 plg (101,6 x 76,2 mm)         | 10.5:1                 | Natural         | 250 HP (253 CV; 186 kW) @ 4800 rpm | 420 lb·pie (569 N·m) @ 2800 rpm |
| GT350 Supercharged 1968 | Windsor             | 302 plg³ (4,9 L) | 4 x 3 plg (101,6 x 76,2 mm)         | 10.5:1                 | Sobrealimentado | 335 HP (340 CV; 250 kW) @ 5200 rpm | 440 lb·pie (597 N·m) @ 3200 rpm |
| GT350 1969              | Windsor             | 351 plg³ (5,8 L) | 4 x 3,5 plg (101,6 x 88,9 mm)       | 10.5:1                 | Natural         | 290 HP (294 CV; 216 kW) @ 4800 rpm | 385 lb·pie (522 N·m) @ 3200 rpm |
| GT500 1967              | FE-series Cobra Jet | 427 plg³ (7 L)   | 4,13 x 3,984 plg (104,9 x 101,2 mm) | 10.5:1                 | Natural         | 355 HP (360 CV; 265 kW) @ 5400 rpm | 420 lb·pie (569 N·m) @ 3200 rpm |
| GT500 KR 1968           | FE-series Cobra Jet | 427 plg³ (7 L)   | 4,13 x 3,984 plg (104,9 x 101,2 mm) | 11.6:1                 | Natural         | 400 HP (406 CV; 298 kW) @ 5600 rpm | 460 lb·pie (624 N·m) @ 3200 rpm |

## Segunda generación (2005-2015)

### 2005–2009 (S-197 I)

#### Shelby CS6/8
Shelby junto con Paxton también diseñaron una nueva variante basada en el Mustang con motor V6. Las modificaciones incluyen un motor sobrealimentado que produce 350 HP (355 CV; 261 kW). Tenía ruedas de 20 pulgadas (50,8 cm) con el nombre de Shelby y el apodo de Cobra en cada lado y el anzuelo. La caída de suspensión de 2 pulgadas (5,1 cm), los frenos delanteros y traseros Baer / Shelby de 14 pulgadas (35,6 cm) y el frontal agresivo junto con un escape doble. Shelby también creó el CS8, una variante V8 de 4601 cm³ (4,6 L; 280,8 plg³) del CS6. El Shelby CS6/8 no estaba disponible como versión de fábrica. Sin embargo, Shelby había hecho disponible el kit CS6/8 para la compra. Pero luego vino el contrato con Hertz GT-H y solamente un puñado de CS6/8 se construyeron, lo que los convirtió en uno de los autos más raros jamás construidos por Shelby.

#### 2006–2007 Ford Shelby GT-H

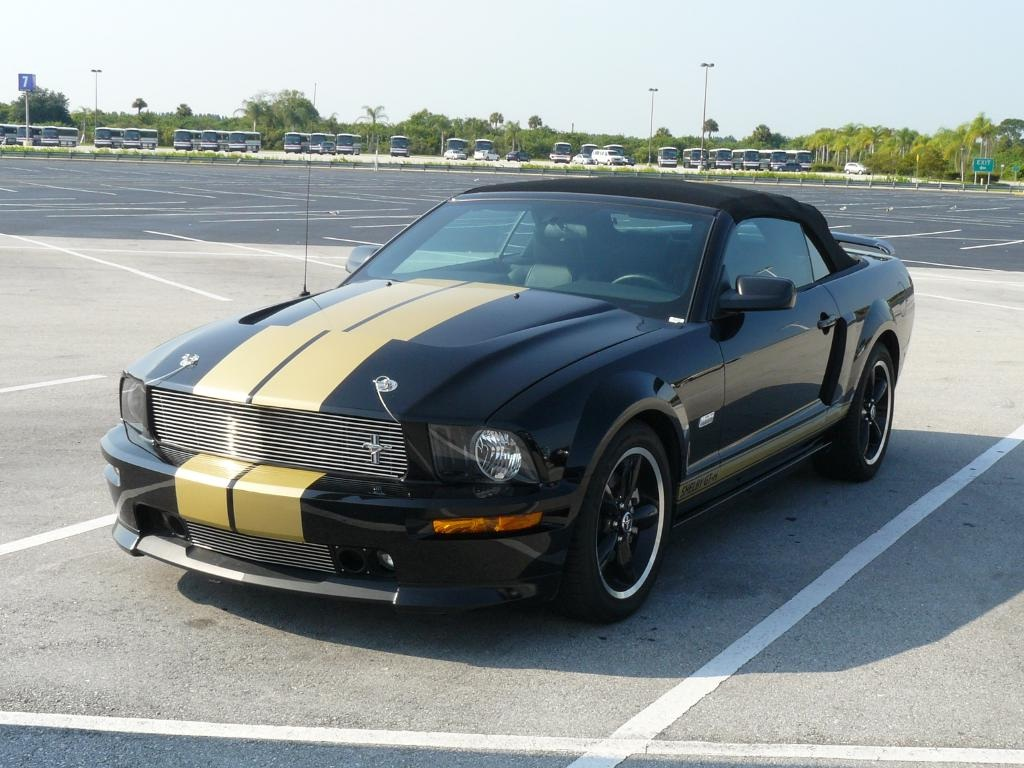
GT-H (Hertz) de 2007

Ford presentó la versión  'Shelby GT-H'  del Mustang en el Salón del Automóvil de Nueva York de 2006. Al igual que el GT350H original de 1966, el GT-H presentó pintura dorada sobre negro y solamente estaba disponible en la agencia de alquiler de automóviles Hertz.
Ford Racing Performance Group proporcionó a Shelby su FR1 Power Pack para agregar 25 HP (18,6 kW) al tren motriz del Mustang GT existente con un par adicional de 10 lb·pie (13,6 N·m). El paquete incluía un kit de aire frío de 90 mm (3,5 pulgadas), un kit de silenciador, un nuevo X-pipe y silenciadores del eje trasero "GTA" Ford Racing. El Ford Shelby GT-H también tenía el Ford Racing Handling Pack (FR3), que incluía amortiguadores especialmente ajustados, muelles de descenso, barras de balanceo, refuerzo de torre de puntal y un conjunto de eje trasero Ford Racing 3,55:1.
Se construyeron un total de 500 automóviles para celebrar el 40 aniversario del Shelby GT350H original. Para 2007, se ofreció una versión descapotable de GT-H para alquiler en Hertz. Esta vez, los descapotables venían con una barra ligera personalizada que recuerda a los descapotables Shelby Mustang de 1968.

#### 2007–2008 Ford Shelby GT

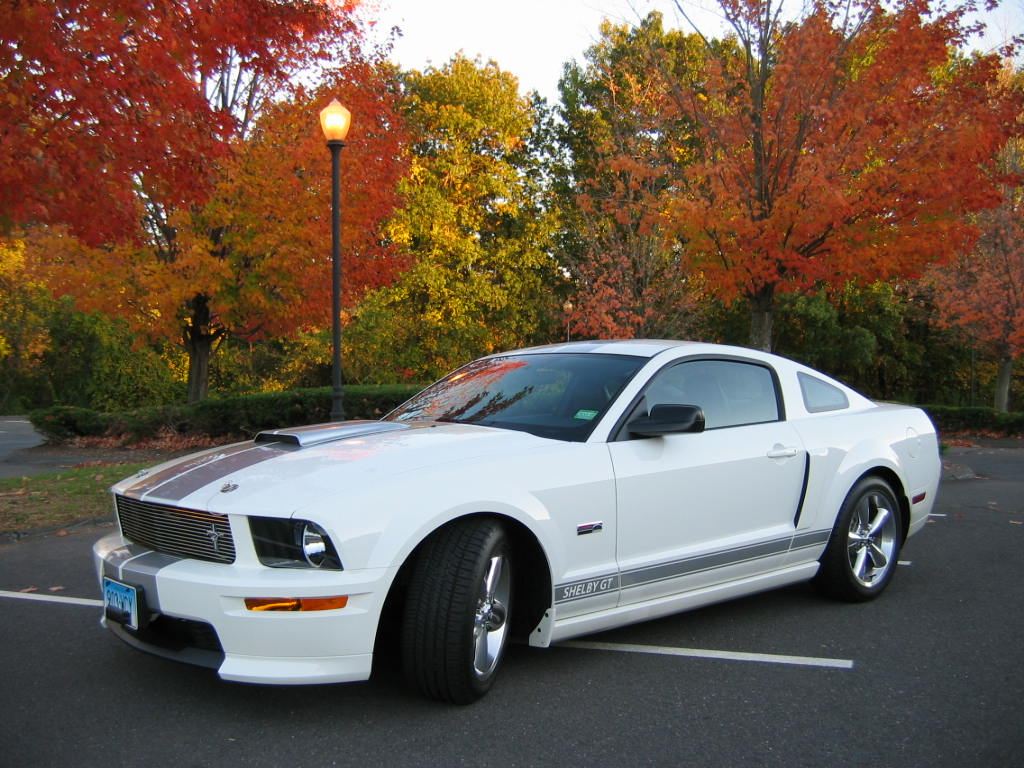
Shelby GT de 2007

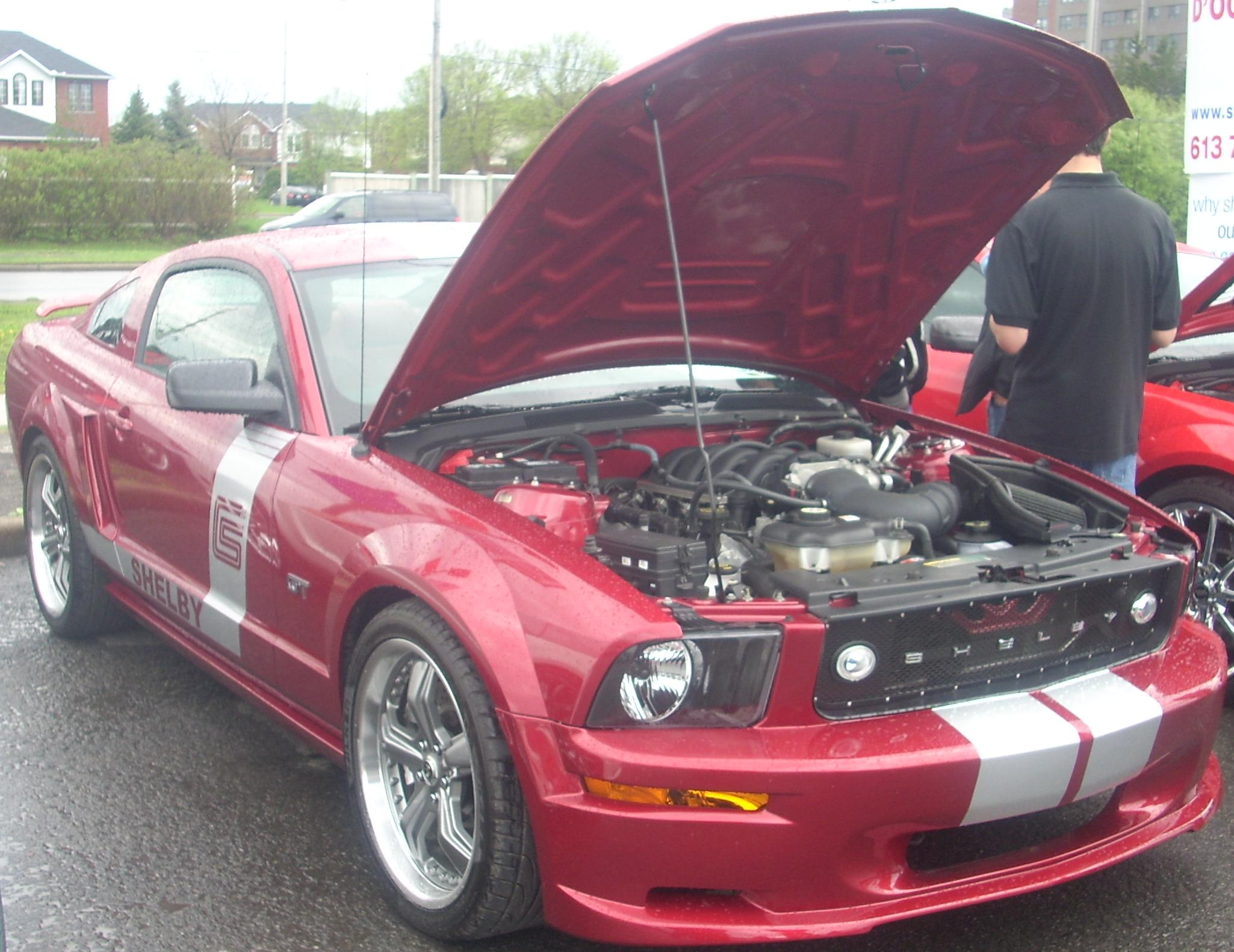
Shelby Cobra GT tuneado de 2007-2009

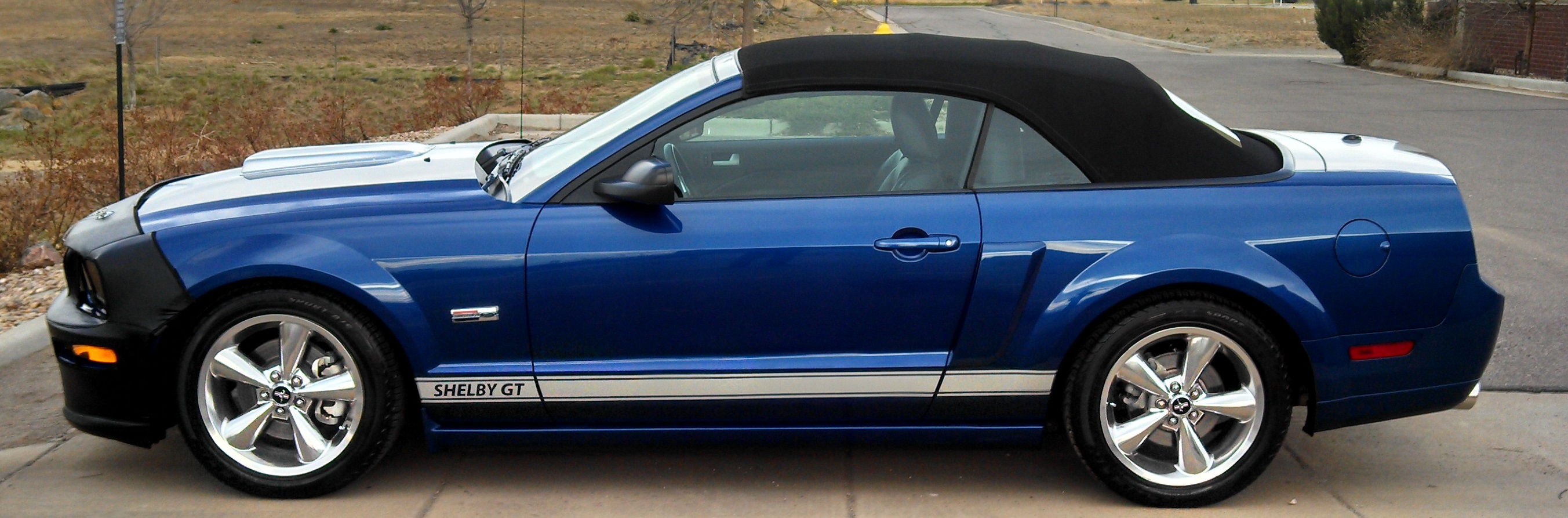
Shelby GT descapotable de 2008

El V8 de 4601 cm³ (4,6 L; 280,8 plg³) con 319 HP (323 CV; 238 kW) Ford Shelby GT ranurado entre el Mustang GT de 300 HP (304 CV; 224 kW) y el Ford Shelby GT500. Es esencialmente una versión de venta al por menor del Ford Shelby GT-H de alquiler exclusivo de Hertz, excepto una transmisión manual disponible.
La producción del Shelby GT comenzó en diciembre de 2006 y el automóvil salió a la venta en enero de 2007. Originalmente se planeó que se construirían hasta 6000 autos. Las diferencias incluyen la eliminación del alerón trasero, una pala retro de la capucha Shelby en lugar de la capucha Shelby CS6 / 8, y plata versus las rayas doradas, con el coche disponible en blanco o negro en 2007 y Vista Blue, Grabber Orange o Negro con rayas rojas para 2008. El Grabber Orange Shelby GT-C (California) se vendió exclusivamente en California y solamente se vendió como coupé de los cuales se produjeron menos de 220 modelos.
Después del auto de alquiler descapotable Shelby GT-H 2007, Shelby ofreció el Shelby GT de 2008 como un coupé o descapotable en números limitados.
Basado en las solicitudes de los entusiastas de un Shelby GT azul, Vista Blue se convirtió en el color distintivo para el Shelby GT 2008. Los modelos Vista Blue estaban disponibles como coupé o descapotable.

##### 2008 Barrett-Jackson Shelby GT
Un total de 100 unidades del Shelby GT coupé y descapotable fueron nombrados después de la subasta Barrett-Jackson. Incluyeron el exterior negro con el "Barrett-Jackson Red" LeMans en el capó y con rayas a los lados, las placas del vierteaguas de la puerta Barrett Jackson Edition, el interior negro con el número de serie de Shelby GT, el inserto especial del tapón de gasolina, la foto autografiada de Carroll Shelby, Craig Jackson, Amy Boylan y Steve Davis.
El vehículo fue presentado en el Salón del automóvil de Arizona. Las versiones de producción se vendieron en concesionarios de Ford de la Región de Arizona con un precio de US$38 980, incluida una donación de US$250 a la Fundación Carroll Shelby para Niños.
Fueron construidos 100 unidades Barrett Jackson Shelby GT en 2008 que eran negros con franjas rojas, también disponibles en coupé o descapotable. Los Barrett Jackson Shelby GT se vendieron exclusivamente en Arizona. Los distribuidores y clientes de Ford pidieron una versión del Shelby GT-H. Al igual que el GT-H, el Shelby GT se modifica en la fábrica de Shelby Automotive en Las Vegas, Nevada, mientras que los GT500 son producidos íntegramente por AutoAlliance International.

##### Modificaciones
A petición de los propietarios, Shelby Automobiles modificó varios tipos de Shelby GTs en Las Vegas. Una de estas modificaciones resulta en un modelo conocido como Shelby GT / SC (Supercharged). Se podría tener una gran cantidad de complementos, incluidos los frenos "Super Snake" y ruedas y neumáticos más grandes que eran necesarios para acomodar estos frenos. Además, había tres diferentes compresores disponibles, nuevamente instalados por Shelby Automobiles o Shelby Mod Shop autorizados, que pueden aumentar la potencia nominal a 500 HP (507 CV; 373 kW) o más. Estos incluyen el Ford Racing Whipple 750 HP (760 CV; 559 kW) y los sobrealimentadores Kenne Bell con 750 HP (760 CV; 559 kW) y 800 HP (811 CV; 597 kW).

###### 2007–2009 Ford Shelby GT500
Shelby y Ford regresaron para el modelo 2007 con el "Shelby GT500". Presentado en el Salón del Automóvil de Detroit en enero de 2006, el GT500, en colaboración con Carroll Shelby y el equipo de Special Vehicle Team (SVT), utilizaba un V8 sobrealimentado de 5409 cm³ (5,4 L; 330,1 plg³) con 475 HP (482 CV; 354 kW). Su salida al mercado estaba prevista para el verano de 2006, tanto en su versión coupé como descapotable. Las características incluían la transmisión manual Tremec TR-6060 de seis velocidades, ajuste de suspensión, un paquete de carrocería y ruedas de 18 pulgadas (45,7 cm).
A pesar de que en un principio se estaba anunciando una potencia estimada de 475 CV (469 HP; 349 kW) para el modelo 2007, tras las pruebas realizadas bajo los estándares de la Society of Automotive Engineer (SAE), su potencia ha sido declarada en 500 CV (493 HP; 368 kW) a las 6000 rpm, gracias a un compresor, 25 más de lo que en un principio se anunciaba. Esto hace que sea el Mustang más potente y más competitivo jamás construido por Ford, al menos hasta ese momento, con su V8 de 5409 cm³ (5,4 L; 330,1 plg³) y 32 válvulas. Su par máximo se sitúa en alrededor de 650 N·m (479 lb·pie) a las 4500 rpm.
Las entregas del Shelby GT500 comenzaron en mayo de 2006. Con la colaboración de Special Vehicles Team (SVT) de Ford y Carroll Shelby, el GT500 se produjo en cantidad limitada durante tres años, aproximadamente 10 000 unidades por año en la línea de montaje de Ford en Flat Rock (Míchigan) (AutoAlliance).
El GT500 de 2008 se basó en el popular Shelby GT y fue una atracción para todos los lugares donde viajaba. Estaba inspirado en el Mustang de bloque grande Shelby de la década de 1960, que fue fabricado en colaboración conjunta entre el personalizador de Mustang Shelby y el Equipo de Vehículos Especiales (SVT) de Ford.
Había muchas maneras en que el GT500 se distinguió de otros Mustang. Por un lado, contaba con un V8 sobrealimentado, además de presentar actualizaciones de rendimiento en todo momento. Venía con una suspensión delantera independiente de puntal MacPherson con brazos de control inferiores Reverse-L, respaldados por velocidades de resorte y un estabilizador mejorado para un mejor manejo y rendimiento de frenado. Solamente estaba disponible con una transmisión manual de 6 velocidades, diseñada exclusivamente para una conducción de alto rendimiento. De hecho, la transmisión de servicio pesado del automóvil tenía el mismo diseño que el Mustang FR500C, ganador de la carrera.
Contaba con pinzas de cuatro pistones, cada una equipada con rotores ventilados de 14 pulgadas (35,6 cm) en la parte delantera. También presentaba discos ventilados de 11,8 pulgadas (30,0 cm) en la parte trasera. En cuanto a la banda de rodadura, estaba disponible con ruedas de 18 x 9,5 pulgadas (45,7 x 24,1 cm) con neumáticos de medidas 55/45 ZR de alto rendimiento en la parte delantera y 285/40 ZR de alto rendimiento en la parte posterior.
Otra característica clave fue su diseño frontal, que contaba con amplias aberturas de fascia superior e inferior. El calor del motor se eliminó a través de dos extractores. El capó también presentaba un divisor de aire inferior completamente funcional, cuya característica hizo que se viera robusto y que recordara mucho a los Mustang clásicos. Además, la parrilla presentaba el famoso emblema Cobra, donde otros Mustang presentaban la popular contraparte de ponis.
Otros detalles fueron sus clásicas rayas blancas sobre la carrocería "Le Mans". Desde el morro hasta la zaga, este coche realmente se parecía a los Shelby Mustang de los años 1960. También lucía rayas de carreras en la parte inferior de la carrocería.

##### 2008–2009 GT500KR

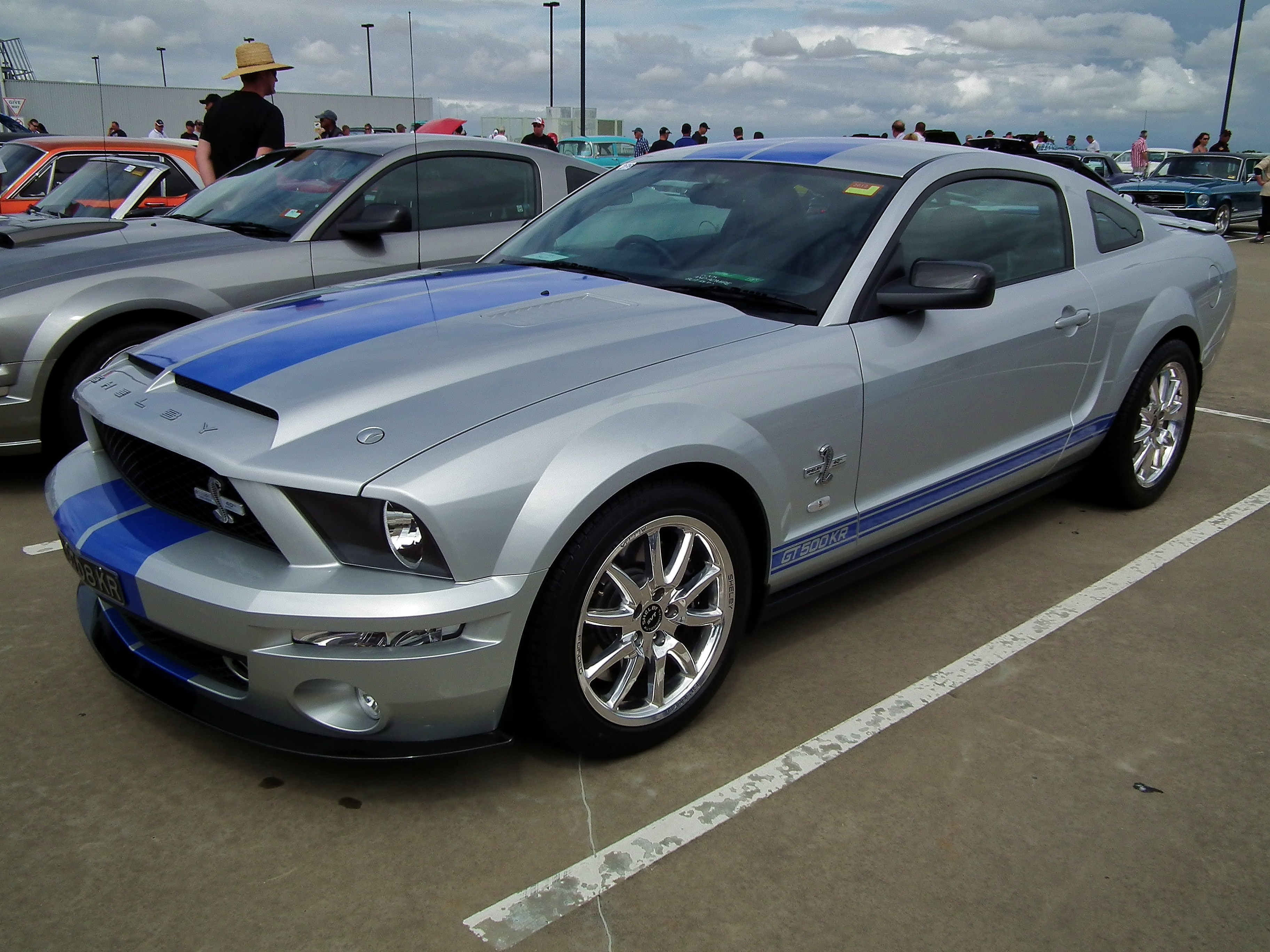
GT500KR 40 Aniversario de 2008

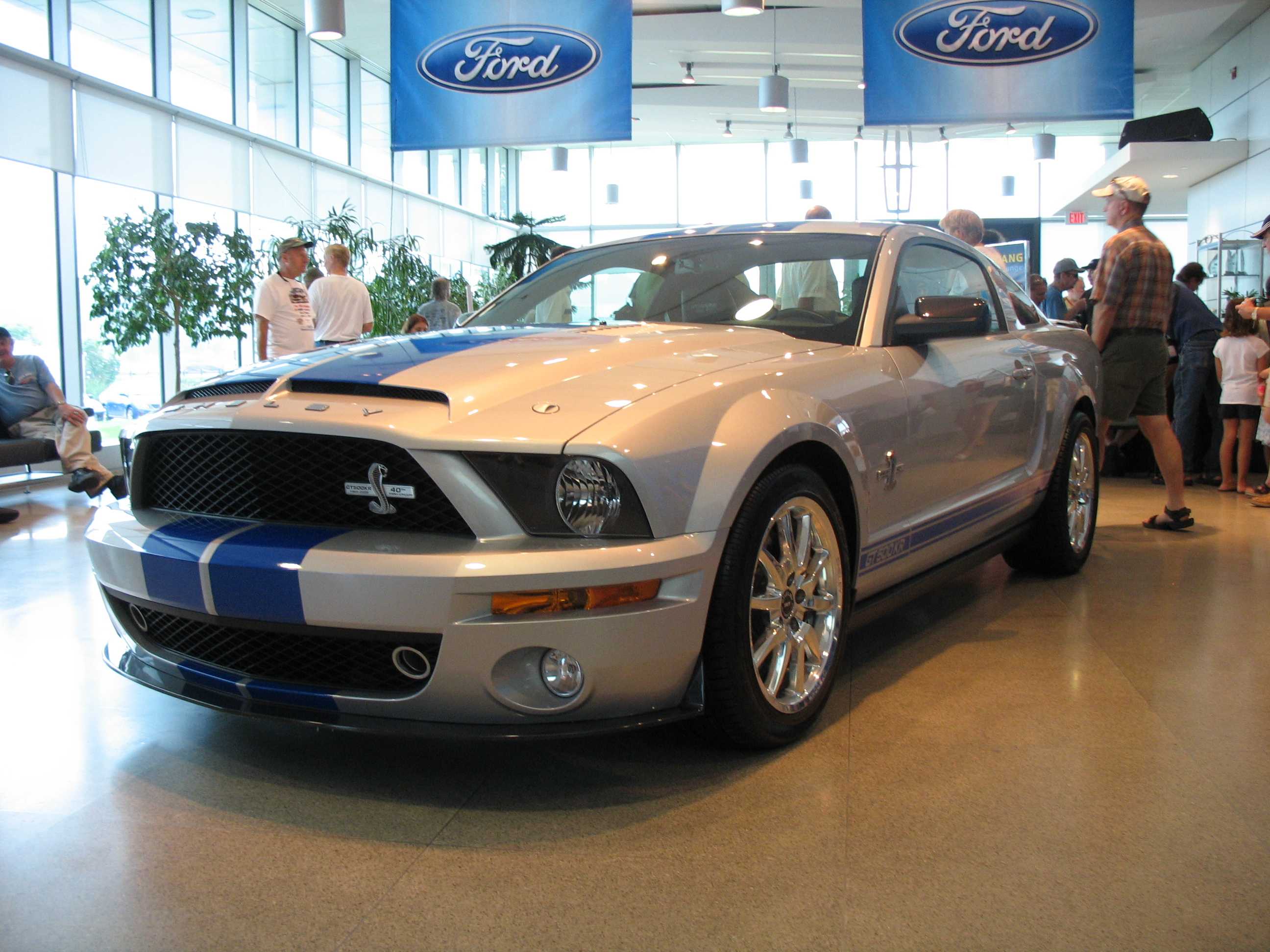
En su presentación

El Ford Shelby GT500KR, revelado en el Salón Internacional del Automóvil de Nueva York de 2007, se lanzó en la primavera de 2008. El automóvil está equipado con una versión sobrealimentada de 5409 cm³ (5,4 L; 330,1 plg³) con 540 HP (547 CV; 403 kW) de potencia del V8 base GT500, con función de entrada de aire frío y calibración única. SVT y Shelby anunciaron que 1000 ediciones del 40 aniversario se construirían para los Estados Unidos en 2008, con otras 571 unidades en 2009. Esta producción de 1571 unidades coincide con la del GT500KR original de 1968. En total, se produjeron 1712 unidades, con las unidades restantes destinadas a Canadá, los mercados de exportación y las ventas militares.
Todos los KR fueron construidos por AutoAlliance International en la línea de producción normal de Mustang y luego enviados a Shelby Automobiles Incorporated (SAI) donde se completó el montaje final. SAI fue el fabricante de registro.
El Shelby GT500KR cuenta con una capucha compuesta de fibra de carbono con cucharas funcionales y rejillas de ventilación, clavijas de caperuzas con retorcimiento modeladas en el original KR de 1968, un exclusivo divisor de fibra de carbono, caperuzas de espejo de fibra de carbono y conductos de refrigeración funcionales para frenos. SVT ajustó la suspensión con velocidades únicas de resorte, amortiguadores, barras estabilizadoras y refuerzo de torre de puntal y se obtuvo de Ford Racing. Los únicos neumáticos Goodyear Eagle F1 Supercar fueron desarrollados para el KR con un compuesto único. Con el mismo diseño de la banda de rodadura que el neumático Eagle F1 Supercar en el GT500 2007-2009, solamente se pueden identificar con un emblema único de Goodyear "Wingedfoot" en la pared lateral.
El GT500KR 2008-09 se basa en las señales de estilo del clásico modelo GT500KR "King of the Road" de 1968 y el modelo 2008 incluye el emblema de "40.º Aniversario"; ambos años tendrán la disponibilidad de colores GT500 estándar con franjas "LeMans" y asientos bordados Carroll Shelby. El precio inicial del GT500KR fue de US$120 000.
El GT500KR apareció prominentemente en la nueva serie de televisión Knight Rider de 2008 de la NBC. Uno de los personajes principales del espectáculo fue KITT, con la voz de Val Kilmer, una avanzada inteligencia artificial alojada en un GT500KR que también es 100% negro y la única diferencia es la barra de luz de escaneo rojo y el módulo de voz rojo. Además, en el regreso del espectáculo, KARR con la voz de Peter Cullen, que es una vez más similar a KITT con una barra de luz amarilla de escaneo y un módulo de voz amarillo y es una vez más 100% Todo negro como KITT también era un GT500KR.

###### Otras especificaciones
- Cuatro asientos.
- Potencia: 540 HP (547 CV; 403 kW)
- Par máximo: 510 lb·pie (691 N·m)
- Relación del diferencial de 3,73
- Llantas Alcoa de 18 x 9,5 pulgadas (45,7 x 24,1 cm) con neumáticos únicos Goodyear Eagle F1 Supercar de medidas: P 255/45 ZR18 delante y 285/40 detrás.

###### 2007–2009 Shelby GT500 Super Snake

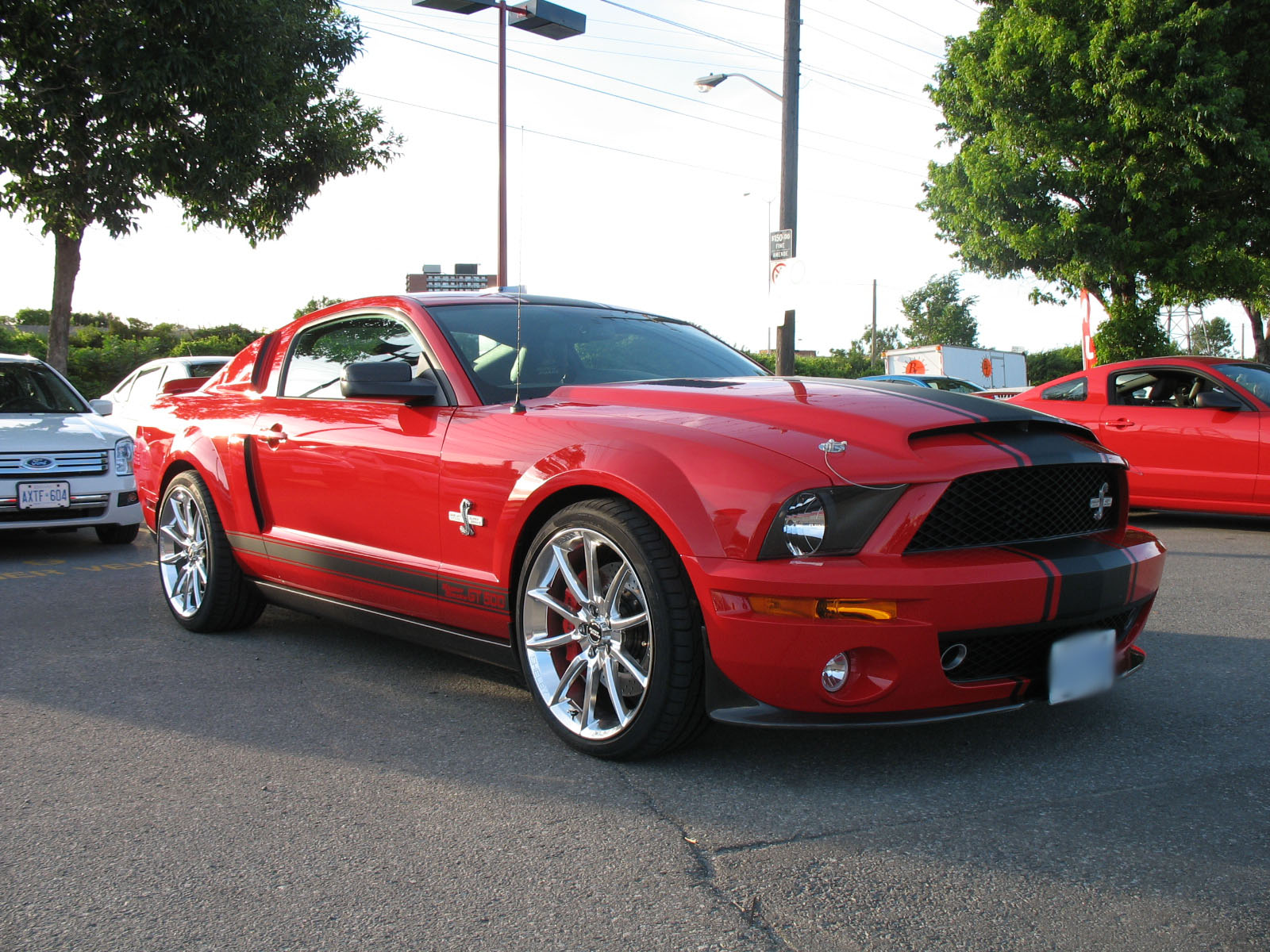
GT500 Super Snake.

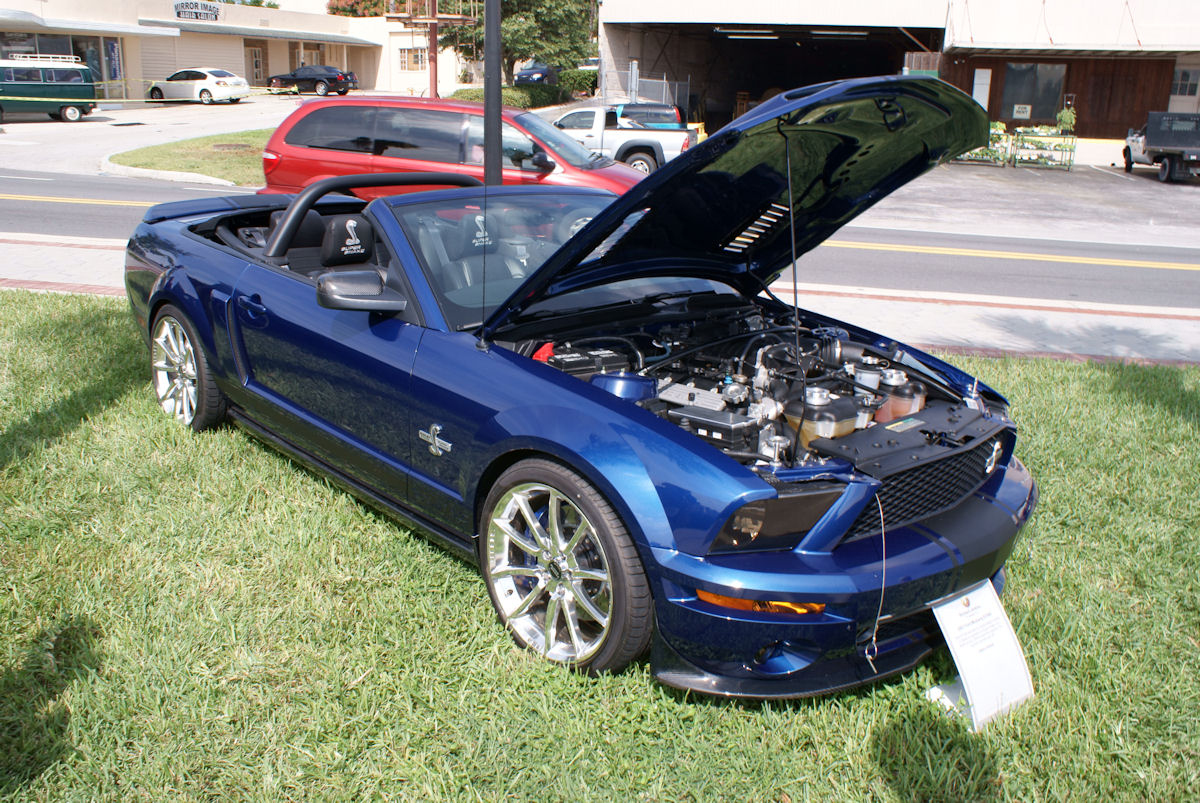
Super Snake descapotable de 2007

A partir de 2008, los Mustang anteriores de Shelby GT500 2007, podrían enviarse a la Planta de Rendimiento Especial de Carroll Shelby en Las Vegas para ser reconstruidos en un "Super Snake", por un costo adicional de US$27 995. Ofrecía un V8 de 5409 cm³ (5,4 L; 330,1 plg³) con 605 HP (613 CV; 451 kW). También estaba disponible una versión Kenne Bell con un sobrealimentador de dobles tornillos de "más de 725 HP (735 CV; 541 kW)", sin garantía y ofrecer un 0-60 mph (0-97 km/h) entre 3.5 y 3.7 segundos.
El Super Snake está inspirado en el 1967 GT500 Super Snake, un automóvil fabricado por Carroll Shelby para Goodyear Tires.
El Super Snake también viene con una variedad de otros cambios de rendimiento, manipulación y cosméticos, incluidos estampado, calibre, ruedas Alcoa de 20 pulgadas (50,8 cm), capucha Super Snake de fibra de vidrio ram-air, rayas, divisor frontal de fibra de carbono y faldas, frenos Baer de seis pistones, conductos de refrigeración del freno delantero y trasero, suspensión completa de configuración de vía, eje de transmisión de aluminio, engranajes diferenciales de 3,73 y sistema de escape de retorno de gato.
El paquete de Super Snake también estaba disponible para el Ford Mustang 2005-2006.

##### Prudhomme Edition Super Snake
Es un paquete de carreras de frenado limitado a 100 unidades para autos Ford Shelby GT500 2007-2010, nombrado así por Don Prudhomme. El motor produce 800 HP (811 CV; 597 kW) con combustible de carrera o 750 HP (760 CV; 559 kW) con gasolina de 93 octanos. Incluye un sobrealimentador Whipple y entrada de aire modificada que sobresale del capó en el extremo delantero inclinado, un arnés de seguridad de impacto de cinco puntos y un sistema de escape lateral Borla, ruedas de suspensión y tracción de BMR de competición delanteras y traseras ajustables, con neumáticos de calle opcionales, mientras que los laterales se incorporan los balancines inferiores. El paquete tiene un precio de US$100 000, sin incluir el automóvil.
El coche concepto Prudhomme salió a la venta en la subasta de Barrett-Jackson en Las Vegas en 2009. El vehículo se vendió con un precio de compra ganador de US$275 000 (equivalente a $372 470 en 2023), antes de la prima del comprador.

#### 2007–2009 Shelby Terlingua
El Terlingua es un Ford Mustang V6 equipado con un paquete Racing Team que incluye mejoras de rendimiento y detalles cosméticos modificados por Shelby. El paquete es aplicado por Shelby Automobiles en Las Vegas, Nevada.
El Terlingua presenta mejoras en el manejo con componentes Ford Racing y capacidades de frenado mejoradas, que incluyen los frenos Baer. El sobrealimentador opcional fue un soplador Paxton / Vortech en pulido o crudo. Este modelo también cuenta con una capucha de diseño profundo diseñada por Chief R & D en Shelby Vince LaViolette, ruedas de 20 pulgadas (50,8 cm) de "antracita" Razor y cambios de estilo comprensivos incluyendo un logotipo con el conejo Terlingua en el capó.

### 2009–2014 (S-197 II)

##### 2009–2012 Ford Shelby GT500

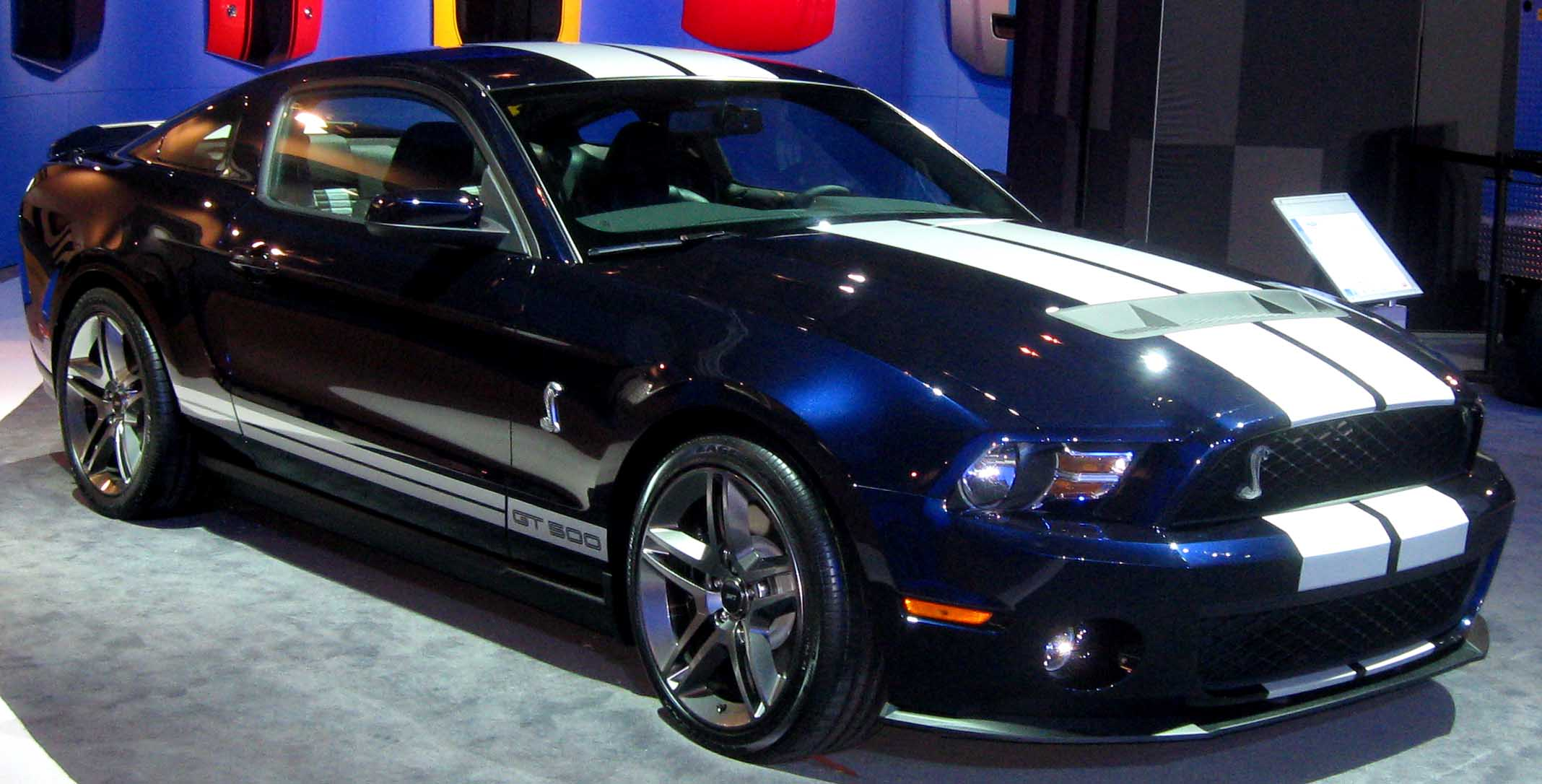
GT500 de 2010

El Shelby GT500 modelo 2010, se rediseñó del Shelby Mustang GT500 junto con el Ford Mustang base. Al igual que con el 2007-09 GT500, el 2010 incluye fascias delantera y trasera únicas, capucha con respiraderos funcionales y alerón trasero único. El spoiler trasero incluía un flap funcional de Gurney. Junto con los nuevos colores exteriores, los clientes tenían la opción de extender las rayas exteriores en los asientos. La producción se limitó a 2000 unidades.
La potencia de salida del V8 de 5409 cm³ (5,4 L; 330,1 plg³) se aumentó a 540 HP (547 CV; 403 kW) y 510 lb·pie (691 N·m) de par, además con una entrada de aire frío similar al GT500KR de 2008/09 e incluye un sensor de golpe para proteger el motor si se utiliza combustible de octanaje inferior. La eficiencia de combustible del GT500 de 2010 aumentó en 2 mpgAm (117,6 L/100 km; 0,9 km/L).
SVT volvió a ajustar la suspensión del coupé y trabajó con Goodyear con unas llantas de 19 pulgadas (48,3 cm) con un nuevo diseño, compuesto y banda de rodadura. Las ruedas estaban forjadas para reducir el peso no suspendido. El descapotable retuvo las llantas de 18 pulgadas (45,7 cm). El Shelby Mustang GT500 de 2010 puede correr desde 0 a 60 mph (0 a 97 km/h) en 4.19 segundos y tiene una velocidad máxima de 180 mph (290 km/h). Puede frenar desde 60 a 0 mph (97 a 0 km/h) en 107 pies (32,6 m) y tiene una aceleración lateral de 1.00 G.
Este modelo del Ford Shelby GT500 aparece en videojuegos de carreras como Asphalt 8: Airborne y Asphalt Nitro, aunque en Asphalt 8: Airborne es el modelo 2010 y en Asphalt Nitro el modelo 2013.

##### 2011-2012
Al igual que los Mustang GT V6 de 2011 y el Shelby GT500 de 2011, recibió una actualización del motor con un nuevo motor de aluminio de 5409 cm³ (5,4 L; 330,1 plg³) que pesaba 102 lb (46,3 kg) menos que el anterior y utiliza la tecnología de recubrimiento de plasma patentada por Ford (Arco de alambre transferido por plasma). Los inventores de PTWA recibieron el premio IPO 2009 al Inventor Nacional del Año. Esta tecnología fue patentada y desarrollada inicialmente por los inventores de Flame-Spray, la cual fue mejorada posteriormente por Ford y Flamespray. Con las actualizaciones del motor, no solamente se mejoró el rendimiento en 550 HP (558 CV; 410 kW) y 510 lb·pie (691 N·m) de par motor, sino en el consumo de combustible del GT500 ha mejorado a 15 mpgAm (15,7 L/100 km; 6,4 km/L) en ciudad y 23 mpgAm (10,2 L/100 km; 9,8 km/L) en autopista, que fue suficiente para eliminar el impuesto de alto consumo de combustible en los Estados Unidos. El número final de producción del Shelby GT500 de 2011 a fines de año fue de 5100 unidades.
Ford también mejoró las características de manejo del GT500. La posición general del automóvil se ha reducido en 11 milímetros delante y 8 milímetros en la parte trasera. El auto también presenta la nueva dirección asistida hidráulica eléctrica (EPAS) de Ford, que mejora la acumulación de par y la sensación del camino que proporciona una dirección más rápida y precisa, mayor esfuerzo en la pista o carreteras sinuosas y menor esfuerzo en maniobras de estacionamiento de baja velocidad. El automóvil también tiene el sistema de control de estabilidad AdvanceTrac de Ford, que presenta un modo deportivo cuando se lo presiona dos veces consecutivas mientras se detiene con los frenos aplicados.
Las mejoras externas incluyen un paquete SVT Performance opcional, que incluye llantas Goodyear EagleF1 SuperCar G: 2, llantas de aluminio forjado de 19 pulgadas (48,3 cm) ligeras completamente nuevas en la parte delantera y ruedas de aluminio forjado de 20 pulgadas (50,8 cm) en la parte trasera, una relación de eje trasero de 3,73 y desempeño en los amortiguadores delanteros y traseros junto con muelles más rígidos. El paquete incluye un alerón trasero exclusivo Gurney Flap para un mejor manejo, fascias delantera y trasera ligeramente revisadas, una nueva caja de pedales para un mejor uso del embrague, escudos de polvo ranurado para una mejor refrigeración de los frenos, faros de descarga de alta intensidad (HID) estándar, llave del vehículo programable MyKey, espejos de observación integrados y reposacabezas traseros plegables. Opcional era un techo de vidrio, previamente disponible a partir de 2009 con el Mustang GT.
Las mejoras en el manejo y el rendimiento otorgaban al Shelby GT500 de 2011 una calificación de skidpad de 1,0 g, y un tiempo de vuelta en el Virginia International Raceway de 2:58:48, por lo que es tan rápido y a veces más rápido que los coches como el BMW M3, Audi R8 V10, Dodge Viper SRT-10 y Porsche 911 GT3 en este circuito.
Cambios al Shelby GT500 modelo 2012 incluían solamente una nueva opción de asientos Recaro. El color Sterling Gray ya no estaba disponible.

#### 2011–12 Super Snake

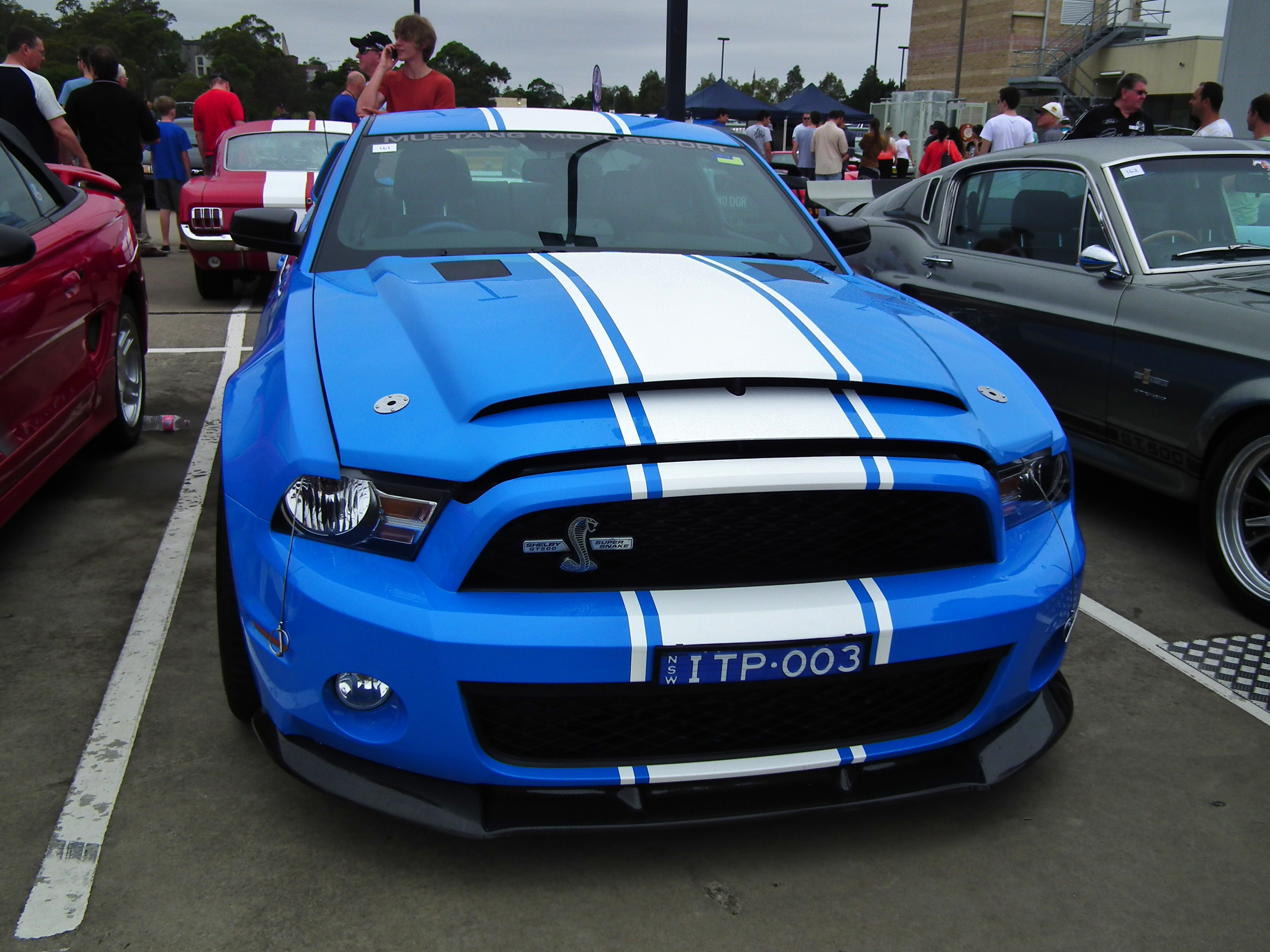
GT500 Super Snake coupé

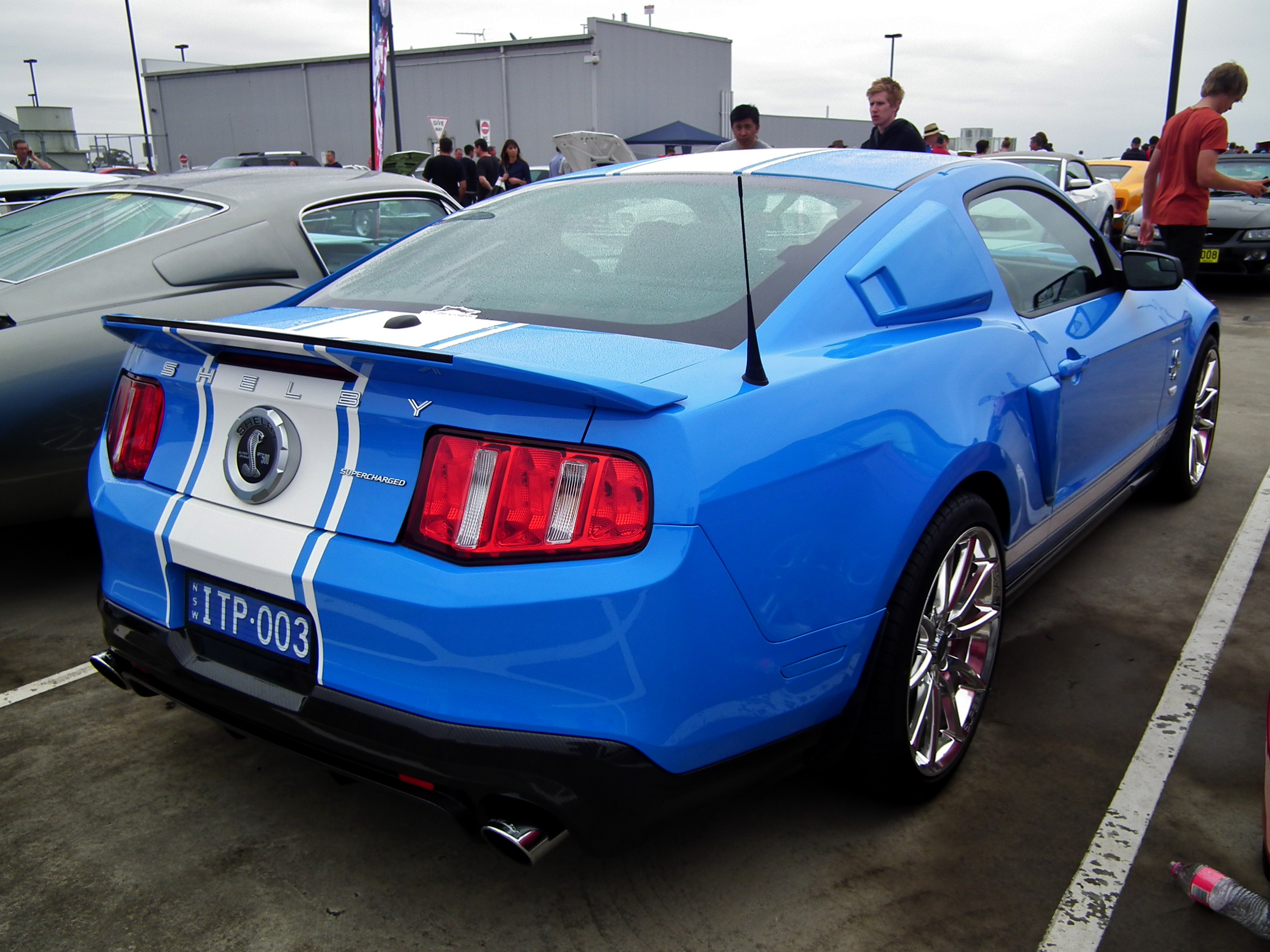
Vista trasera

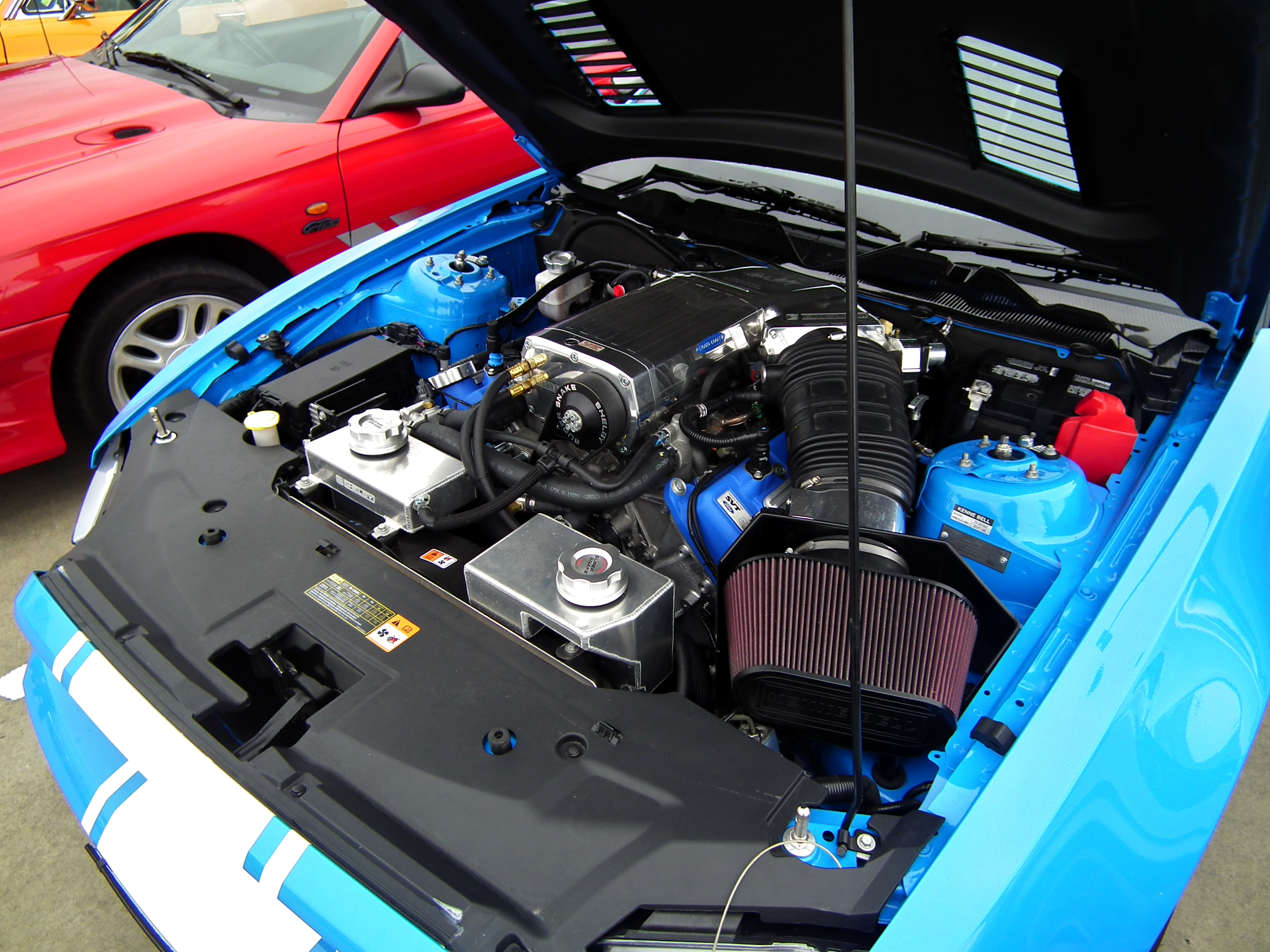
Motor del GT 500 Super Snake de 2012

Al igual que el Shelby GT350 de 2011, había nacido en los terrenos de prueba del circuito de arrastre y carretera en Las Vegas Motor Speedway, Shelby American trabajó con compañías como Ford Racing para crear una suspensión todavía más agresiva y el paquete de motor para el Super Snake 2011. Para el modelo 2011, tenía más potencia, una nueva rueda de antracita, rayas blancas y nuevas cucharadas laterales eran opcionales.
El paquete de título de la publicación Ford Shelby GT500 Super Snake 2011 incluía:
- Paquete de manejo Ford Racing, que incluye amortiguadores ajustables dinámicos, muelles de bajada, barras estabilizadoras ajustadas y abrazadera de la torre del puntal delantero.
- Transmisión manual de seis velocidades con relación de eje trasero de 3,73:1.
- Shelby / Ford Racing con sobrealimentador mejora la potencia en más de 660 HP (669 CV; 492 kW) y 590 lb·pie (800 N·m) de par máximo.
- Un paquete de sobrealimentador Shelby/Ford Racing o Shelby/Kenne Bell que produce 750 HP (760 CV; 559 kW) con eje de transmisión mejorado, cuerpo de acelerador de doble paletón de 75 mm (3 pulgadas) e insignias exclusivas.
- Bomba de gasolina opcional ajustada Shelby/Kenne Bell de 800 HP (811 CV; 597 kW).
- Sistema de escape Borla.
- Un paquete de manejo opcional de Shelby/Eibach también estaba disponible.
- Ruedas Alcoa de 20 pulgadas (50,8 cm) diseñadas por Shelby en durabright o antracita.
- Palanca de cambios de tiro corto.
- Frenos forjados Shelby/Baer con seis pistones y pinzas (cálipers) ventilados y taladrados.
- Conductos de refrigeración del freno delantero y trasero de las palas laterales de la puerta.
- Exclusiva capucha de fibra de vidrio con diseño clásico Shelby y alfileres.
- Rayas Super Snake de la firma Shelby en negro mate o blanco mate.
- Letras "Shelby" en la tapa de la plataforma trasera.
- Insignias del vehículo "Super Snake" y placa interior Shelby CSM oficial.
- Interior opcional de cuero de dos tonos.
- Reposacabezas bordados con la firma Shelby, tapetes y otros componentes diseñados por Shelby.

##### 2012 Limited Edition
Los detalles completos sobre el Shelby GT500 Super Snake 2012 serían revelados en el Salón del Automóvil de Nueva York, pero antes de que el automóvil haga su esperado debut, la gente de Ford y Shelby había lanzado los contenidos del nuevo paquete. Helping the Super Snake estará a la altura de su nombre con una capucha de fibra de vidrio única con el icónico diseño y pasadores Shelby, un nuevo sistema de escape Borla, las rayas Super Snake de Shelby que vienen en negro mate o blanco mate y las insignias de vehículos "Super Snake". Una placa interior Shelby CSM oficial y letras "Shelby" en la tapa de la plataforma trasera permiten que la GT500 sea completamente reconocible como un vehículo Shelby, mientras que un conjunto de llantas Alcoa de 20 pulgadas (50,8 cm) diseñadas por Shelby venían con la opción de durabright o antracita en el acabado del aspecto exterior.
El interior también tenía motivos "Shelby" con reposacabezas y alfombrillas bordados con la firma Shelby, junto con otros componentes diseñados por Shelby. Estas firmas se pueden aplicar a cuero de dos tonos opcional.
La edición limitada Super Snake de 2012 venía con una potencia estándar de más de 750 HP (760 CV; 559 kW) y 590 lb·pie (800 N·m) de par de su motor V8 sobrealimentado de 5409 cm³ (5,4 L; 330,1 plg³). La potencia se podía aumentar hasta 800 HP (811 CV; 597 kW) con la mejora opcional. El motor estaba acoplado a una transmisión manual de seis velocidades con una relación de eje trasero de 3,73:1 y una palanca de cambios de tiro corto. La potencia de frenado provenía de los frenos forjados Shelby/Baer con seis pistones y pinzas (cálipers) ventilados y taladrados.

##### 2012 50th Anniversary Edition

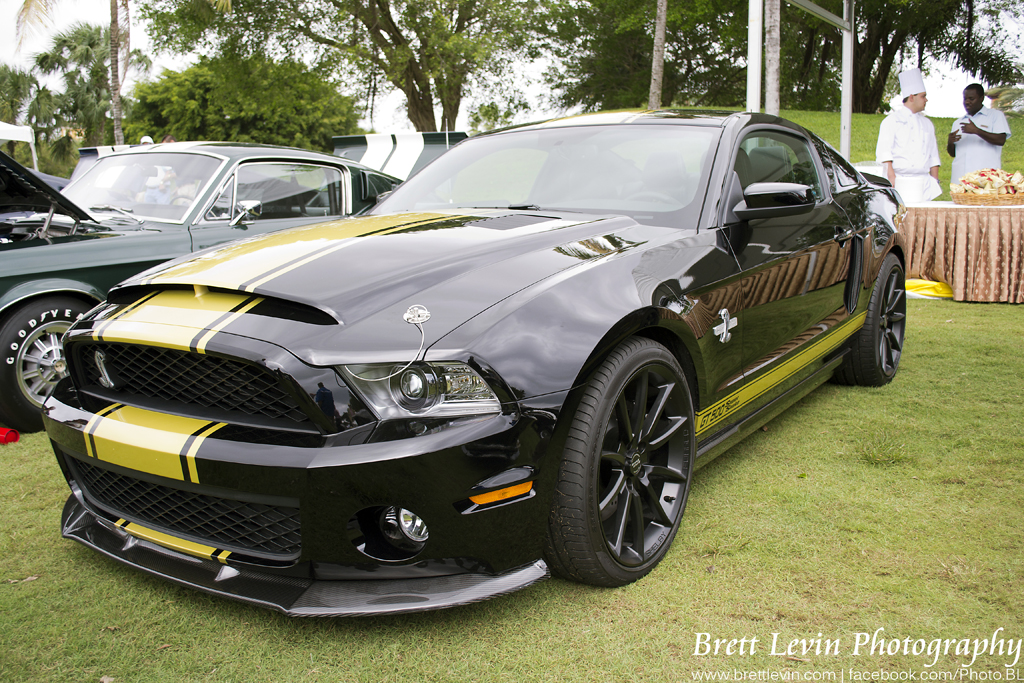
GT500 Super Snake Edición 50 Aniversario.

Para celebrar el 50 aniversario de Shelby American, se fabricaron 50 unidades del Super Snake en negro y dorado. Este prototipo fue utilizado como un vehículo promocional y se considera una edición limitada muy solicitada. El prototipo se vendió en 2015.

#### 2011 Shelby GT350
Coincidiendo con el 45 aniversario del Shelby GT350 original de 1965, Shelby American presentó un nuevo Mustang GT350 en la gala inaugural de la subasta de Barrett-Jackson en Scottsdale (Arizona). Presentado en forma de concepto, el nuevo GT350 tenía una versión sobrealimentada del nuevo V8 de 4951 cm³ (5 L; 302,1 plg³) en el Mustang GT de 2011, así como actualizaciones de rendimiento de Ford Racing, Borla, Cragar, Baer y más.
El GT350 es una actualización posterior al título disponible de Shelby. Los clientes podían enviar sus Mustang 2011 directamente a las instalaciones de Shelby en Las Vegas para su conversión, o podían entregar el auto ellos mismos. Con transmisión automática estaría disponible para la conversión como una melodía atmosférica, que produce hasta 440 HP (446 CV; 328 kW) y con transmisión manual tienen la opción de motor atmosférico o equipados con un sobrealimentador Ford Racing para producir 525 HP (532 CV; 391 kW), o a expensas de la garantía, 624 HP (633 CV; 465 kW), un sistema de suspensión Ford Racing (los primeros 100 están equipados con la suspensión Eibach transportada desde el GT500 Supersnake), frenos Baer delante y opcional en la parte trasera, sistema de escape Custom Borla, ruedas Cragar de 19 pulgadas (48,3 cm) y más. Para el exterior, Shelby se ajusta a nueva fascia delantera, divisor delantero, campana funcional, conductos de refrigeración de los frenos funcionales, luz trasera, panel de llenado de la tapa trasera y una fascia trasera con salida de escape central. Performance White con rayas de carreras Guardsman Blue sería la única combinación de colores disponible para modelos 2011, mientras que los modelos 2012 estaban disponibles en otros colores, pero perderían la insignia del 45.º aniversario del 2011.
Las pruebas de carretera iniciales del GT350 por Motor Trend mostraron estadísticas impresionantes. El Shelby GT350 de 2011 alcanzaba las 60 mph (97 km/h) en 3.7 segundos, en comparación con los 412 HP (418 CV; 307 kW) del Mustang GT de 2011 con 4.4 segundos. El GT500 de 2011 necesitaba 4.2 segundos para llegar a 60 mph (97 km/h) e incluso el Shelby Super Snake con 750 HP (760 CV; 559 kW) todavía demoraba 4.1 segundos. La diferencia de peso no es un factor a tener en cuenta por el mejor rendimiento que el GT500, ya que el GT350 es solamente 24 libras (10,9 kg) más ligero que el recientemente iluminado GT500. El GT350 alcanzaba el 1/4 de milla (402 m) en 12 segundos planos a 121,4 mph (195,4 km/h).

#### 2012 Shelby GT350
Después de ser revelado en Barrett Jackson en 2010 como una celebración del 45 aniversario del Shelby GT350 original de 1965, el GT350 2012 hizo su debut mundial en el Salón del Automóvil de Chicago de 2011.
Una versión descapotable fue un cambio bienvenido para 2012, teniendo en cuenta que el último descapotable que se ofrecía fue en 1970.
El Ford Shelby Mustang GT350 2011 se ofrecía anteriormente solamente en un color exterior blanco con rayas de carreras Guardsman Blue Le Mans a lo largo del vehículo, pero el modelo 2012 vio dos nuevos colores en Race Red con rayas blancas LeMans y Kona Blue con blanco Rayas LeMans. Estos esquemas de pintura son únicos porque no son trabajos de pintura de fábrica de Ford. El descapotable ofrecía una nueva barra de luces opcional con otras opciones que incluyen un eje de transmisión de una pieza y un juego de tapas de motor de aluminio billet de color coordinado. Las ampliaciones del paquete de carrocería incluyen una fascia frontal revisada, balancines laterales con conductos de freno, parachoques trasero y cubierta. Las nuevas luces traseras y las insignias Shelby GT350 personalizadas distinguen todavía más este modelo especial y traen recuerdos de modelos anteriores. También se incluyó la placa de tablero serializada con numeración individual para cada GT350 producido. El Shelby GT350 2012 ofrecía los mismos números de rendimiento que el modelo 2011. La adición de un sobrealimentador Whipple y el sistema de escape Borla, realmente han permitido que este V8 tenga vida propia. Una transmisión automática era opcional con la opción de aspiración natural. Manteniendo el poderoso motor bajo control fue un sistema de suspensión mejorado diseñado por Shelby para darle al Mustang un balanceo corporal reducido y más variabilidad para crear configuraciones de pistas personalizadas. Los rotores traseros ERADISPEED personalizados junto con los frenos de seis pistones Bear también se incluyeron en el paquete.

#### 2011/12 Shelby American Shelby 1000
Presentado en el Salón Internacional del Automóvil de Nueva York de 2012, esta era una actualización del Shelby GT500 de 2012 y estaba disponible en dos versiones. La versión legal de calle producía 920 HP (933 CV; 686 kW), mientras que la versión Track entregaba 1100 HP (1115 CV; 820 kW). El chasis se ha fortalecido para manejar la potencia adicional. La parte trasera fue reemplazada por una unidad de alto rendimiento de 9 pulgadas (22,9 cm); los frenos incluían seis pistones en la parte delantera y cuatro pistones en la parte posterior. El eje de transmisión era una unidad más fuerte, mientras que la suspensión incluía nuevos puntales, barras estabilizadoras y casquillos. La capucha, el panel trasero y el divisor eran piezas funcionales para el rendimiento.

### Motorizaciones
| Variantes   | Años      | Cilindrada                   | Diámetro x carrera                | Relación de compresión | Distribución               | Aspiración                                     | Potencia máxima                    | Par máximo                      |
| ----------- | --------- | ---------------------------- | --------------------------------- | ---------------------- | -------------------------- | ---------------------------------------------- | ---------------------------------- | ------------------------------- |
| GT-H        | 2006-2008 | 4601 cm³ (4,6 L; 280,8 plg³) | 90,2 x 90 mm (3,55 x 3,54 plg)    | 9.8:1                  | SOHC 3 válvulas x cilindro | Natural                                        | 325 HP (330 CV; 242 kW) @ 5750 rpm | 320 lb·pie (434 N·m) @ 4500 rpm |
| GT500 Coupe | 2006-2009 | 5409 cm³ (5,4 L; 330,1 plg³) | 90,2 x 105,8 mm (3,55 x 4,17 plg) | 8.4:1                  | DOHC 4 válvulas x cilindro | Compresor volumétrico tipo Roots               | 475 HP (482 CV; 354 kW)            | 475 lb·pie (644 N·m)            |
| GT500       | 2007-2009 | 5409 cm³ (5,4 L; 330,1 plg³) | 90,2 x 105,8 mm (3,55 x 4,17 plg) | 8.4:1                  | DOHC 4 válvulas x cilindro | Compresor volumétrico tipo Roots               | 500 HP (507 CV; 373 kW) @ 6000 rpm | 480 lb·pie (651 N·m) @ 4500 rpm |
| GT500KR     | 2008-2009 | 5409 cm³ (5,4 L; 330,1 plg³) | 90,2 x 105,8 mm (3,55 x 4,17 plg) | 8.4:1                  | DOHC 4 válvulas x cilindro | Compresor volumétrico tipo Roots               | 540 HP (547 CV; 403 kW) @ 6250 rpm | 510 lb·pie (691 N·m) @ 4500 rpm |
| GT500 Coupe | 2010-2012 | 5409 cm³ (5,4 L; 330,1 plg³) | 90,2 x 105,8 mm (3,55 x 4,17 plg) | 8.4:1                  | DOHC 4 válvulas x cilindro | Compresor volumétrico tipo Roots               | 550 HP (558 CV; 410 kW) @ 6200 rpm | 510 lb·pie (691 N·m) @ 4500 rpm |
| GT500       | 2013-2014 | 5812 cm³ (5,8 L; 354,7 plg³) | 93,5 x 105,8 mm (3,68 x 4,17 plg) | 9.0:1                  | DOHC 4 válvulas x cilindro | Sobrealimentador TVS Eaton de 2,3 L (2,4 USqt) | 662 HP (671 CV; 494 kW) @ 6500 rpm | 631 lb·pie (856 N·m) @ 4000 rpm |

## Tercera generación (2015-presente)

### Shelby GT350

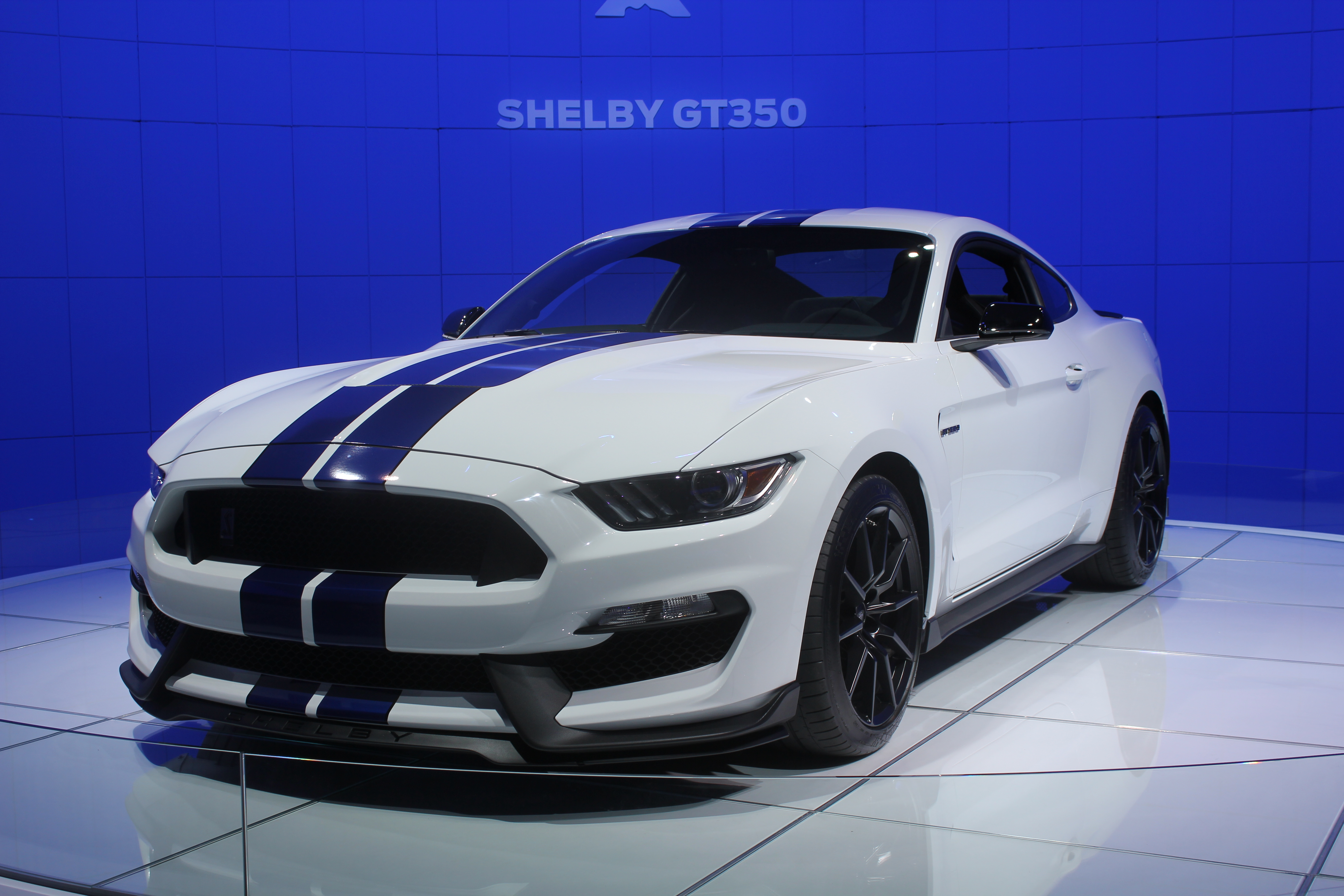
Shelby GT350 de 2016

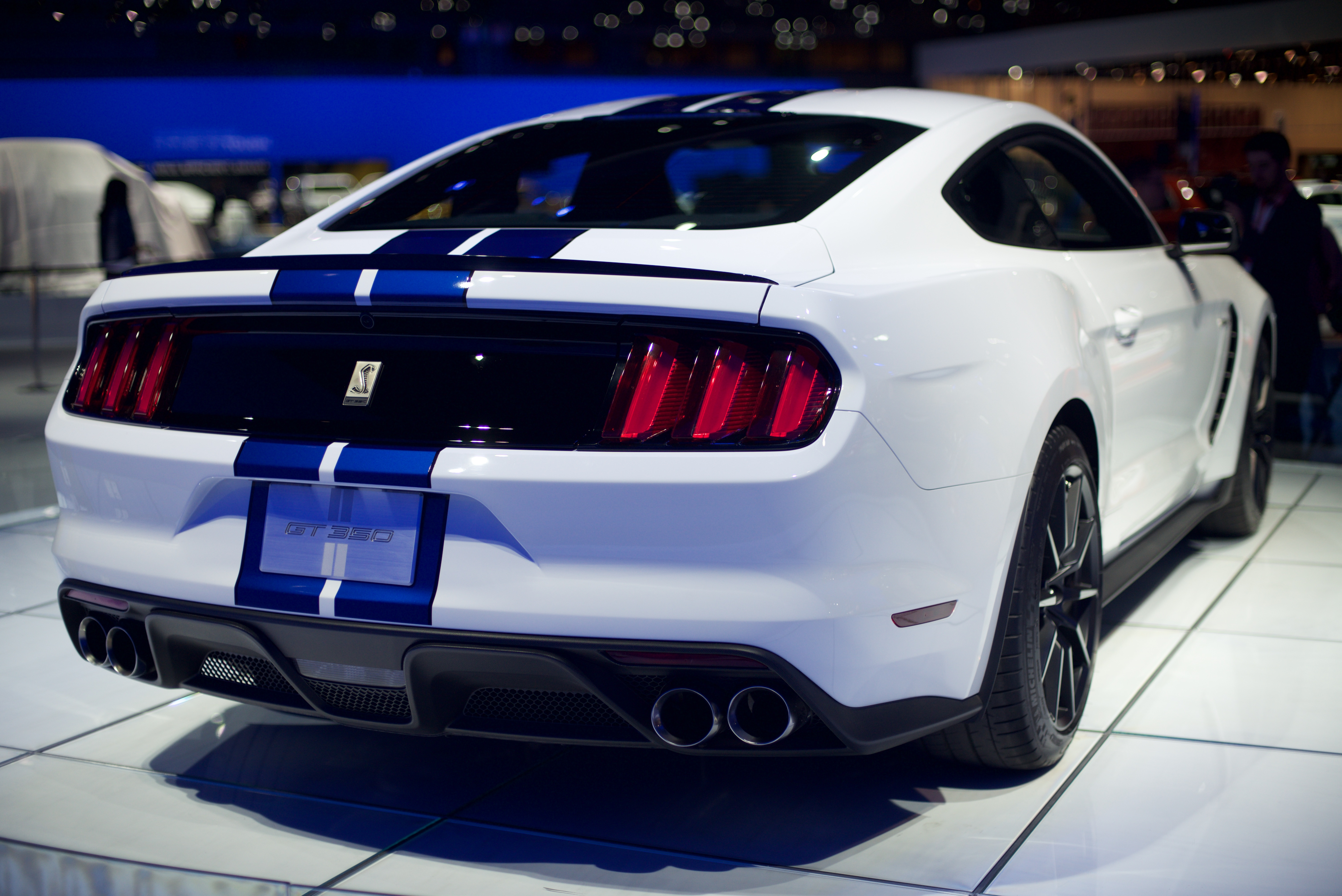
Vista trasera

La nueva versión 2015 tiene el motor de aspiración natural más potente jamás colocado en un modelo de este tipo. El nuevo Shelby GT350 se ha construido sobre la idea original del finado Carroll Shelby, pero enriquecido con la tecnología, diseño y manejo de la sexta generación de este pony car.
El nuevo motor de 5163 cm³ (5,2 L; 315,1 plg³) incorpora un cigüeñal de diseño plano, una arquitectura que normalmente se encuentra en autos deportivos de carreras o en modelos exóticos de Europa. A diferencia de un V8 tradicional, donde las bielas se unen al cigüeñal a intervalos de 90 grados, en el cigüeñal del GT350 los intervalos son de 180 grados. Esta geometría, combinada con el nuevo diseño de las culatas de cilindros y del tren de válvulas, permite una mejor respiración y rendimiento del V8. El resultado es el motor de aspiración natural y de producción en serie más potente en un Mustang, con una potencia superior a los 500 HP (507 CV; 373 kW) y con un par motor aproximado de 400 lb·pie (542 N·m). Esta potencia se transmite al piso mediante una transmisión manual de seis velocidades que se complementa con un diferencial de deslizamiento limitado Torsen, optimizado para brindar un mejor agarre en curvas. Además, la resistencia a la torsión de la nueva plataforma del modelo 2015 fue mejorada aproximadamente un 28 por ciento.
Esa estructura rígida asegura que la geometría de la suspensión permanezca consistente, incluso bajo condiciones de manejo severas. Además, la rigidez frontal fue mejorada en el nuevo GT350 gracias a algunos elementos fabricados con compuestos de fibra de carbono moldeados por inyección, los cuales se complementan con una barra de torsión fabricada con materiales ultraligeros, pero muy resistentes. En la parte delantera, los resortes y los bujes fueron recalibrados para ofrecer una altura de rodaje más baja, en comparación con el GT de serie. Para un óptimo manejo, los neumáticos y llantas requieren ofrecer una respuesta rápida en todos los recodos del camino, así como una reducción del peso no suspendido para mejorar la respuesta de manejo.
El sistema de frenos de alto desempeño incorpora un paquete completo de Brembo, el cual se compone de rotores ranurados de dos piezas de 394 mm (15,5 pulgadas) de diámetro al frente y de 380 mm (15,0 pulgadas) para la parte trasera. Los discos cuentan con pinzas (cálipers) de seis y de cuatro pistones, respectivamente. También cuenta con llantas de aluminio de 19 x 10,5 pulgadas (48,3 x 26,7 cm) al frente y de 19 x 11 pulgadas (48,3 x 27,9 cm) en la parte trasera, con neumáticos Michelin Pilot Super Sport, creados específicamente. Además, para una óptima respuesta de manejo incorpora la aplicación MagneRide, que controla continuamente el comportamiento de los amortiguadores, los cuales incorporan fluido hidráulico impregnado de partículas metálicas.
El interior fue optimizado con asientos Recaro de competencia, con tapicería específica. También tiene un volante con base plana, al estilo de las competencias, así como instrumentos específicos. El cromo y los acabados brillantes fueron minimizados o eliminados para evitar los molestos reflejos que distraen al conductor. Además, cuenta con cinco modos de manejo distintos, los cuales pueden ser elegidos a gusto del conductor. Se suman los sistemas ABS, control de estabilidad, control de tracción, monitoreo de potencia y ajustes de escape.

### Shelby GT500

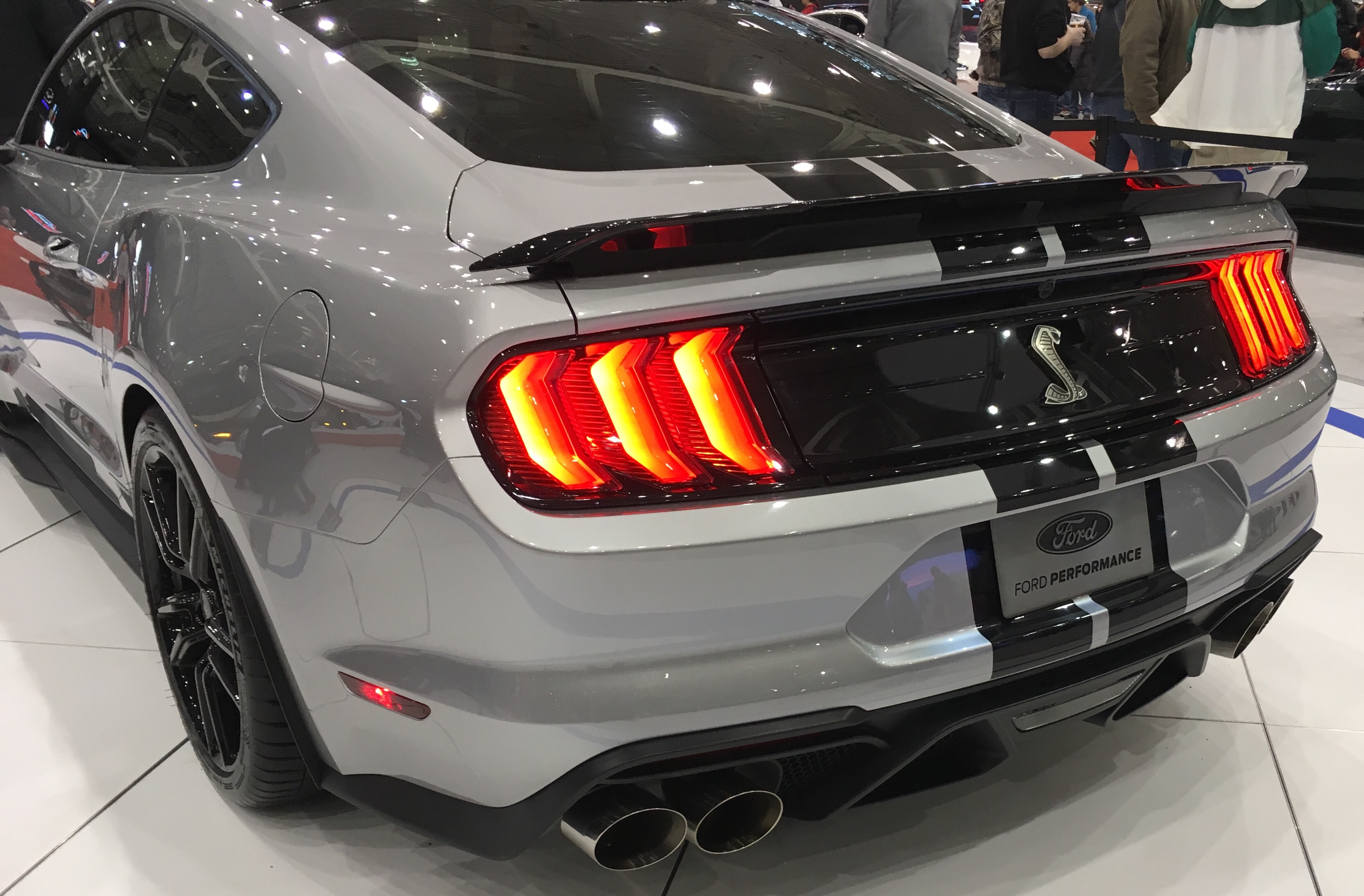
Vista trasera del GT500 coupé en el Salón del Automóvil de Cleveland

Antes de que acabara el año 2019, mostrarían en el Salón del Automóvil de Detroit el Mustang de calle más potente de todos los tiempos: el Ford Mustang Shelby GT500 2019, aunque ya como modelo 2020.
Está desarrollado por Ford Performance con un V8 de aleación de aluminio de 5163 cm³ (5,2 L; 315,1 plg³) que comparte bloque con el GT350, pero sobrealimentado por un compresor Eaton que entrega una potencia de más de 710 HP (720 CV; 529 kW). Además, añade culatas de aluminio, bielas forjadas de mayor tamaño, sistemas de lubricación y refrigeración mejorados, con una capacidad de refrigeración 50% mayor que la del GT350, mientras que el compresor es de 2,65 litros (2,8 USqt). El eje de transmisión que lleva la fuerza al tren trasero está fabricado en fibra de carbono.
El motor va asociado a una caja de cambios de doble embrague automática de siete velocidades firmada por Tremec, capaz de realizar cambios de marcha en 100 milisegundos y con diversos modos de funcionamiento: normal, sport, drag, track, weather, etc. Incluye funciones line-lock y launch control, para bloquear las ruedas delanteras y quemar neumáticos; y para salidas rápidas desde parado.
En cuanto a la aerodinámica ofrece la mayor carga aerodinámica de cualquier Mustang de la historia. Anuncia un 0 a 100 km/h (62 mph) en alrededor de 3.5 segundos y un 1/4 de milla (402 m) en menos de 11 segundos.
Tiene instalada una suspensión de nueva geometría, una nueva dirección asistida eléctrica, muelles más ligeros y la nueva generación de amortiguadores adaptativos MagneRide. En cuanto a los frenos están a cargo del equipo Brembo, con discos de 420 mm (16,5 pulgadas) en el eje delantero, los más grandes de cualquier coupé americano y pinzas de seis pistones.
Se ofrecían neumáticos Michelin Pilot Sport 4S, así como unas más agresivas Michelin Pilot Sport Cup 2, en función de las necesidades de cada cliente. Estas últimas eran parte del paquete 'Carbon Fiber Track Package', que prescinde de los asientos traseros e incluía también llantas de carbono de 20 pulgadas (50,8 cm), alerón GT4 de carbono ajustable, splitter con aletines laterales, entre otras opciones.
En el habitáculo interior dispone de elementos opcionales inspirados en las carreras: cuadro de instrumentos de carbono, asientos Recaro preparados para arneses, asientos de ajuste eléctrico con inserciones de ante, etc. De serie el modelo incluye panel de instrumentos digital de 12 pulgadas (30,5 cm), pantalla multimedia de 8 pulgadas (20,3 cm), equipo de sonido Bang & Olufsen Play de 12 altavoces, etc.
Los colores de carrocería disponibles incluyen nuevos rojo Hot, naranja Twisted y plata Iconic, además de las clásicas franjas decorativas contrastadas para el exterior.

### GT500 y GT350 Signature Edition
Son dos ediciones limitadas con retoques mecánicos y estéticos de los corceles con mejores prestaciones de la gama y que lucen espectaculares. El GT500 es el Mustang más potente de la historia, pero eso nunca es suficiente para los americanos. Así, el Shelby Mustang GT500 Signature Edition va un paso más allá para superar los 800 HP (811 CV; 597 kW), dirigidos íntegramente a las ruedas traseras. Un nuevo sobrealimentador y retoques en el sistema de refrigeración con intercooler e intercambiador de calor para la admisión forzada, consiguen sacar más de 40 HP (41 CV; 30 kW) extra, alcanzando cerca de 811 HP (822 CV; 605 kW).
No recibe cambios solamente en el motor, sino que además se han reforzado las transmisiones traseras, se han reajustado las suspensiones con unos muelles más duros, se han introducido nuevas barras estabilizadoras y añadido refuerzos en las torretas. Además, son nuevas también las llantas de 20 pulgadas (50,8 cm) con neumáticos Michelin Sport Cup 2 como opción.
Estéticamente hay retoques para poder diferenciar a esta edición especial. El capó es una pieza nueva de fibra de carbono con branquias añadidas, tapas del motor mecanizadas o una nueva tapicería interior de piel con la firma de Carroll Shelby en los asientos. Opcionalmente, los clientes también podrían escoger una carrocería ensanchada, elementos de fibra de carbono o un arnés en lugar de los asientos traseros.
El GT350 Signature Edition es una revisión y mejora del GT350, también aplicable al GT350R de 2015. En su caso y a diferencia del GT500 Signature Edition, no hay cambios mecánicos y las mejoras se concentran en una puesta a punto específica para el chasis. El V8 se mantiene inalterado, conservando sus 526 HP (533 CV; 392 kW) de potencia máxima. Las modificaciones incluyen torretas reforzadas, tapas mecanizadas para el motor, muelles más duros para la suspensión y barras estabilizadoras más firmes, además de un juego de llantas forjadas de 19 pulgadas (48,3 cm).
La tapicería también es nueva en este caso y en el interior además se incluye una placa conmemorativa con la leyenda del 55 aniversario. Opcionalmente se pueden escoger un capó de fibra de carbono o una palanca de cambios más corta entre otros elementos. Al igual que en el GT500 Signature Edition, la producción estaba limitada a 100 unidades.

### Motorizaciones
| Variantes | Años          | Cilindrada                   | Diámetro x carrera           | Relación de compresión | Aspiración      | Potencia máxima                    | Par máximo                      |
| --------- | ------------- | ---------------------------- | ---------------------------- | ---------------------- | --------------- | ---------------------------------- | ------------------------------- |
| GT350R    | 2015-presente | 5163 cm³ (5,2 L; 315,1 plg³) | 94 x 93 mm (3,70 x 3,66 plg) | 12.0:1                 | Natural         | 526 HP (533 CV; 392 kW) @ 7500 rpm | 429 lb·pie (582 N·m) @ 4750 rpm |
| GT500     | 2020-presente | 5163 cm³ (5,2 L; 315,1 plg³) | 94 x 93 mm (3,70 x 3,66 plg) | 9.5:1                  | Sobrealimentado | 760 HP (771 CV; 567 kW) @ 7300 rpm | 625 lb·pie (847 N·m) @ 5000 rpm |